# ルノーF1
ルノー・スポール・レーシング（Renault Sport Racing Limited）は、フランスの自動車メーカー「ルノー」が母体の、かつて存在したF1コンストラクター。
2021年シーズンからは系列メーカーである「アルピーヌ」F1チームにリニューアルし、ルノーの名はエンジンサプライヤーとして銘を残していたが、2025年シーズンをもってエンジンサプライヤーとしての活動を終了することになった。
本項ではレーシングチームとしての活動のほか、ルノーおよびその子会社のルノー・スポールによるエンジン供給のかたちでのF1参戦についても扱う。

## 概要
フランスに本社を置くヨーロッパ最大（1977年当時）の自動車製造会社であるルノーのフルワークスチームとして、1977年に参戦を開始した。F1では初となるターボエンジンを搭載したが、参戦当初はターボラグなどの問題もあり苦戦の連続であった。しかし、改良と開発を重ねていった結果、1979年の地元フランスGPで初勝利を挙げ、その後も勝利を積み重ねたことにより、フェラーリをはじめとしたライバルメーカーや、それまでフォード・コスワース・DFVエンジンを使用していたチームもターボエンジンにシフトしていくことになる。1981年からアラン・プロストが加わったが、1983年のタイトル争いに敗れたことで、プロストやチームの主要メンバーが去って以降チームは低迷していった。同年からロータスをはじめとした他チームにもエンジンの供給を行い、1985年にロータスが3勝を挙げる一方、ルノーは未勝利に終わり、この年をもってチームとしての活動を終了し、他チームへのエンジン供給も翌1986年に終了した。
F1が自然吸気エンジンに統一された1989年にウィリアムズのエンジンサプライヤーとして復帰し、1995年からはベネトンにも供給を行い、1992年から1997年まで両チームにより6年連続のコンストラクターズタイトルと1994年を除く5回のドライバーズタイトルを獲得する成功を収めたが、1997年に撤退した。
2000年にベネトンを買収し、2002年からフルワークスチームとしてF1に復帰することを表明した。それに先立ち2001年はベネトンへのエンジンサプライヤーとして活動を再開し、2002年からフルワークスチームとして活動を始めた。2005年と2006年にはコンストラクターズ、ドライバーズ（フェルナンド・アロンソ）のダブルタイトルを連覇した。そのアロンソが去った2007年からチームは低迷する一方、レッドブルにエンジンの供給を始め、2010年にはセバスチャン・ベッテルとレッドブルによりダブルタイトルを獲得すると、同年をもってエンジンサプライヤーに専念するためワークス活動を終了し、チームはジニー・キャピタルとグループ・ロータスに売却され、2011年は「ロータス・ルノーGP」の名称で活動した。翌2012年から「ロータスF1チーム」に改称され、コンストラクターとしての「ルノー」は一旦消滅した。エンジンサプライヤーとしては2013年までベッテルとレッドブルにより4年連続のダブルタイトルを獲得した。
しかし、パワーユニットの導入が開始された2014年からはメルセデスをはじめとしたライバルメーカーの後塵を拝するようになり、それに伴いレッドブルとの関係が悪化していく一方、深刻な資金難に見舞われていたかつてのフルワークスチームであったロータスを2015年の終わりに買収し、フルワークスチームとして復活させた。しかし、2020年までの5年間で1勝も挙げられないまま、翌2021年にルノー傘下のアルピーヌに移管され、チーム名も「アルピーヌF1チーム」に変更した。ルノーはパワーユニットの製造者として残ったが、2025年をもってその活動も終了することになった。
シャシー・エンジンを自製するフルコンストラクターとしては通算35勝を記録した。エンジンサプライヤーとしても輝かしい戦績を残しており、F1で使用されるエンジン銘柄としては通算169勝（2024年終了時点、詳細は別項参照）を獲得している。これはフェラーリの249勝、メルセデスの222勝、フォード・コスワースの176勝に次ぐ、史上4位の記録となっている。
活動組織の法人名は時期により以下の通り変遷している。
- 1970年代から1990年代にかけては、ルノーのモータースポーツ部門であるルノー・スポール（Renault Sport)による活動。
- 2002年から2010年は、ルノーF1チームの法人名で活動。
- 2011年から2020年まで、新組織として発足したルノー・スポールF1による活動。

## 歴史

### 1977年 - 1985年 エキープ・ルノー

#### ターボの先駆者
1970年代、スポーツカーレースにおいてターボチャージャーエンジンを導入して成功を収め、ルノーのエンジニアたちは1976年6月のル・マン終了後からF1参戦に向けた開発を本格的に始めた。この時点で、ベルナール・デュドはル・マンの開発プロジェクトをメインの仕事としており、その責任者でもあったことからF1参戦の準備には片手間で関わる形となった。最初の2年ほどは開発費も乏しく、F1エンジン専任のスタッフはジャン＝ピエール・ブーディのほか2、3名ほどしかおらず、彼らF1を担当していた開発チームはターボチャージャーについて学ぶことが主な活動内容となっていた。
当時のルノーのモータースポーツ活動は、アルピーヌによるラリー活動が主だったが、サーキットレースへの進出はエルフの重役であるフランソワ・ギテール（François Guiter）からも強く支持され、エルフから潤沢な資金提供を受けた。
1977年よりエキープ・ルノー・エルフとしてF1に参戦。3リッター自然吸気のフォード・コスワース・DFVエンジンが大勢を占める当時のF1界に、グランプリ史上初の1.5リッターV6ターボエンジンを搭載した車体で「フルコンストラクター」（車体もエンジンも自社で製作するチーム）として参入した。タイヤはミシュラン（F1初のラジアルタイヤを投入）、燃料はエルフ、ドライバーは開発兼務のジャン＝ピエール・ジャブイーユ、ゼネラルマネージャーにジェラール・ラルースというオールフレンチ体制だった。ルノーはイギリスGPでF1デビューを果たした。その前戦はフランスGPだったが、母国グランプリでトラブルによる醜態を晒してイメージダウンとなることを避けるため、あえて外国でデビューを迎えた。
過給器付きエンジンはF1選手権初期にスーパーチャージャー式が使用されたが、その後自然吸気エンジンが主流となり、挑戦する者は現われなかった。ターボチャージャーについては、スロットルに対しての反応が遅い「ターボラグ」が指摘されていたことと、換算比がF1以外では「1.4」（3リッターでは2.14リッターまで）に対しF1では「2」（3リッターでは1.5リッターまで）と、より厳しく規定されていたことから、グランプリには自然吸気エンジンの方が適していると言うのが当時の常識であった。当然ルノーの挑戦に対してもグランプリでは懐疑的な意見が多かった。
ルノーF1の転機は、1978年6月に訪れた。この年のル・マン24時間レースでルノー・アルピーヌがル・マン制覇を果たしたことで、ルノーはル・マンにおける参戦プロジェクトを終了し、以降はF1に力が入れられるようになった。
実際、参入当初は貧弱な体制にもかかわらず、上層部からはエンジンの完成を急かされ充分なテストもせず、信頼性の見極めもできないままのエンジンをレースに投入するほかなく、ルノーはエンジントラブル続きの状態で白煙を上げながらリタイアすることが多かったため、その黄色いカラーリングをもじって「イエロー・ティーポット」と揶揄されもしたが、次第に信頼性を上げ実力を発揮。デビュー3年目、2カー・エントリーとなった1979年には、それまでラリー部門やプロトタイプ部門にいたエンジニアのミッシェル・テツがF1テクニカル部門に異動し、マシン開発に尽力。ジャブイーユが地元フランスGPでF1初勝利を達成した。また、チームメイトのルネ・アルヌーも3位でフィニッシュした。その後のF1界は、ターボエンジンを搭載した車体で勝利を重ねるルノーに倣って、自然吸気エンジンからターボエンジンへの移行が大きな流れとなった。
1980年にテクニカルディレクター（技術部長）のフランソワ・キャスタンがルノー傘下のアメリカン・モーターズ（AMC）に異動したことに伴い、ベルナール・デュドがルノー・スポール全体の開発責任者であるテクニカルディレクターに就任した。この年の時点で、ルノー・スポールは80名ほどのエンジニアを抱え、その全員がF1に携わるようになった。
1981年に加入した新鋭アラン・プロストは、すぐにトップクラスの実力を示してアルヌーと共に選手権争いに絡んだ。1982年のフランスGPでは、アルヌーがチームオーダーを無視して優勝し、シーズン後にチームを去った。1983年にはプロストがドライバーズチャンピオン争いをリードしたが、終盤戦に失速し、最終戦南アフリカGPでブラバムBMWのネルソン・ピケにタイトルを奪われた。プロストもこの件で責任を負わされ、チームを離脱した。
1983年の敗因についてデュドは、自分たちがエンジンの信頼性を確立できなかったことが最大の敗因だったと述べている。1983年にタイトルを逃したことはルノーのF1活動にとって痛打となり、エースのプロストは喧嘩別れの形でチームを去り、同時期にルノー・スポールの命運が本社のモータースポーツには縁遠い役員のジョルジュ・ベス(英語版)に牛耳られるようになったことで、組織の士気にも悪影響が生じるようになった。ルノー本社の幹部でルノー・スポールの後ろ盾となっていたベルナール・アノンは、1984年にルノーを襲った赤字や人員整理問題の影響で、同年中にルノーを去った。後任となったベスは、それまでルノー本社で財務管理を担ってきた人物で、モータースポーツには理解もなく性格も堅物で、レース活動をルノーの財政を圧迫する存在とみなし、フルワークスチームの活動停止もベスの主導によって決定された。ベスは一律にモータースポーツ活動を縮小させたわけではなく、比較的少ない予算で運営されていたラリー部門のワークスチームは参戦を続けさせた。

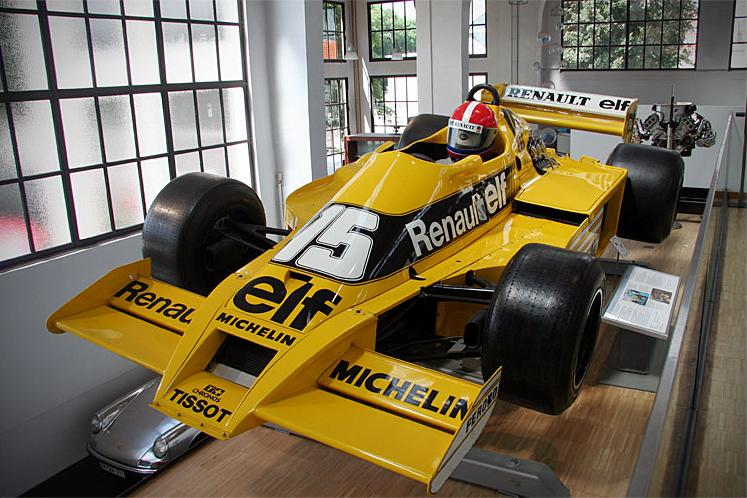
ルノー初のF1マシン、RS01。F1では初めてのターボチャージャー搭載車でもある。
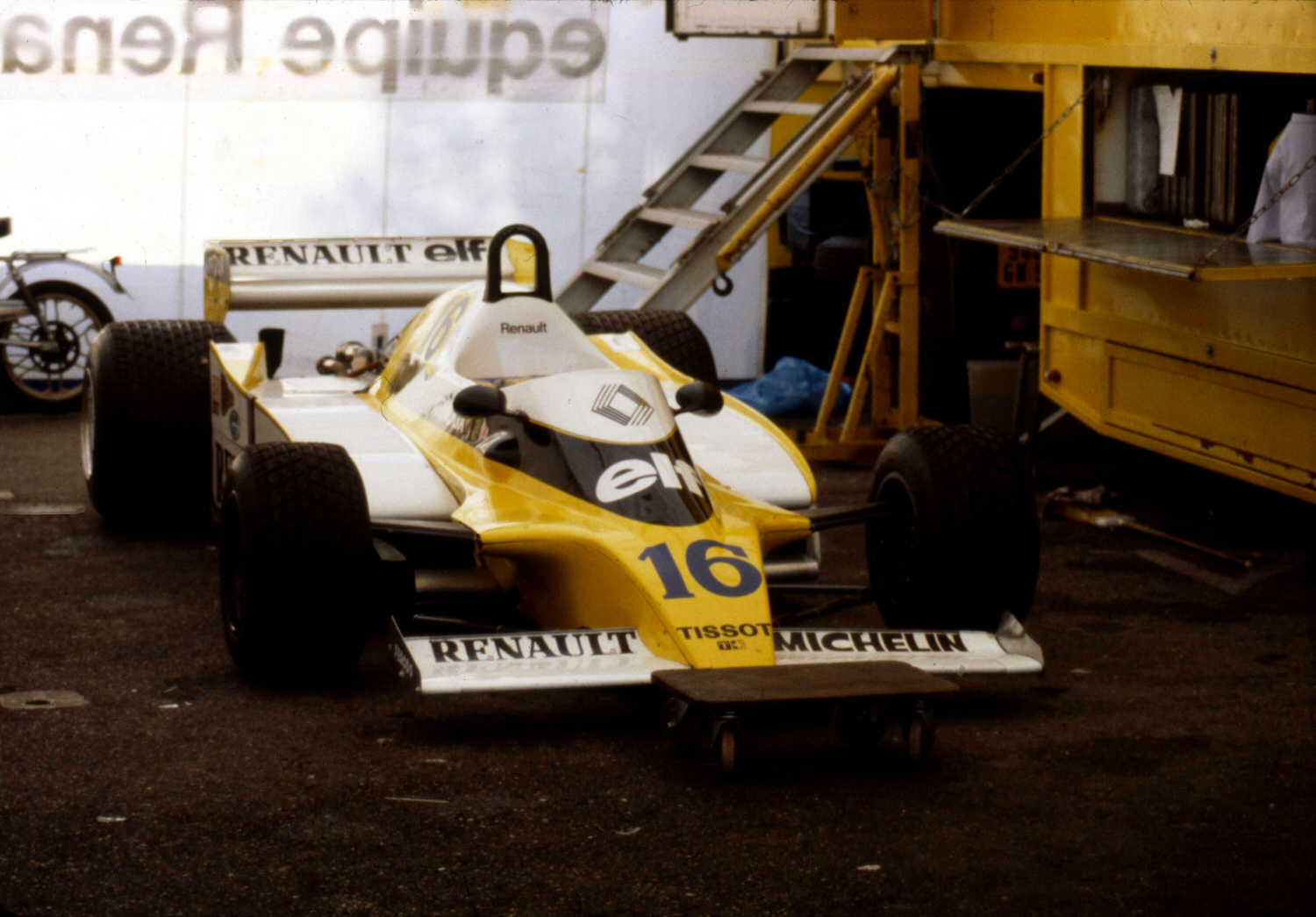
1979年のRS10。ルノーとしては初のグラウンド・エフェクト・カーであり、第8戦フランスGPでルノーにとってのF1初優勝を挙げた。これはターボエンジン搭載車としてもF1初優勝であった。

#### エンジン供給
1983年からはロータスやティレル、リジェなど、当時の強豪チームへのエンジン供給も行ない、ロータスのアイルトン・セナとエリオ・デ・アンジェリスにより計5勝をものにした。
1983年途中からルノーエンジンを搭載したロータスが、1984年には早くも同じエンジンを積む本家ルノーを選手権順位で上回る結果となったことで、ルノーの車体性能の劣勢が露わとなる。プロストが1983年限りで離脱後した後も、1984年はパトリック・タンベイとデレック・ワーウィックのコンビで度々表彰台には登っていたが優勝は無く、同年末には主任エンジニアだったミッシェル・テツや、マネージャーのジェラール・ラルースなど主要人物4名がチームを去り、チーム全体の力が更に低下してしまった。
1985年になるとターボ開発では後発のTAG・ポルシェとホンダ・RA165Eエンジンに成績で追い越されるなどチーム力低下は結果として現れ、コンストラクターとしての参戦は1985年最終戦をもって終了した。エンジンサプライヤーとしては翌1986年までロータス・リジェ・ティレルへの供給が続けられたが、コンストラクターとしてのルノー、そしてエンジンサプライヤーとしてのルノーともに選手権タイトルを獲得できないまま、ルノー本社の一時的な経営不振を受けて1986シーズン終了をもって完全に撤退。ルノーにとっての最初のF1活動を終えた。

#### 功績
グランプリに革命をもたらしたターボエンジンは、1982年にフェラーリがターボエンジンとしては初めてコンストラクターズチャンピオンを獲得し、1983年にはBMWがドライバーズチャンピオンを獲得した。1970年代に隆盛を極めていたフォード・コスワース・DFVエンジンは1982年に最後のドライバーズチャンピオンタイトルを、1983年に最後の優勝を獲得したものの、それが最後の輝きとなり、F1界の1980年代中盤以降はターボエンジンが主流となった。パイオニアとしてターボエンジンを持ち込んでおきながらルノーは他社のターボエンジン搭載チームにとうとう勝ち得なかったが、同時に、ルノーが揶揄されながらもターボエンジンをグランプリに持ち込んだ事が間違っていなかったという事は、ターボエンジン搭載車が初タイトルを獲得した1982年以降、規則改正によりその年限りで禁止された1988年まで選手権を席捲し続けた事実によって証明されることとなった。

### 1989年 - 1997年 エンジンサプライヤーとして復帰

#### V10エンジン

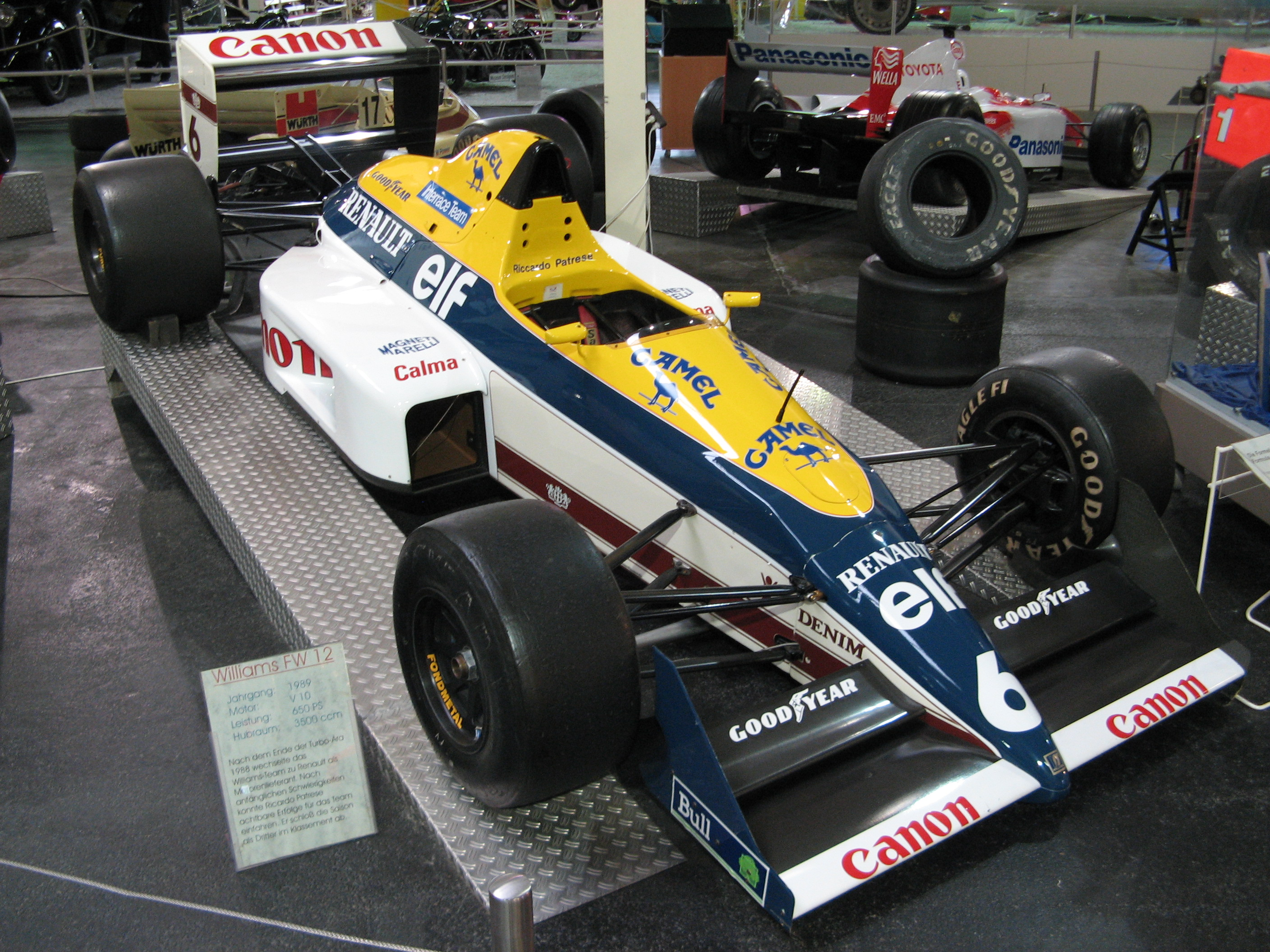
1989年のウィリアムズ・ルノーFW12C。

ターボエンジンの全面使用禁止と3.5リッター自然吸気エンジンの導入が開始された1989年に、ルノーはエンジンサプライヤーとしてF1界に復帰。ターボ時代に引き続いて、ルノー・スポール全体の開発責任者はベルナール・デュドが務めた。この時もルノーは復帰第1作となる「RS1」で、V10エンジンというターボに続く新機軸を持ち込んだ。V10エンジンは共振の問題からF1では採用例がなく、ルノーとホンダが初めて導入した。ルノーの場合、ターボ時代のパートナーだったロータスに「シャーシ側からみて、どのような構造のエンジンが望まれるか」と相談し、その返答から導かれた選択であった。
ホンダを初め、他メーカーがV12エンジンに移行する中、ルノーはニューマチックバルブ（従来の金属ばねではなく、圧搾空気を用いて吸排気バルブを制御する方式）を搭載して高回転化を実現。トラクションコントロールの開発など、エンジン単体よりも、車体も含めたトータルパッケージを重視する路線を打ち出した。これらの技術・思想はターボ時代の馬力至上主義を払拭し、1990年代以降のF1エンジンのスタンダードとなった。

#### 最強エンジン

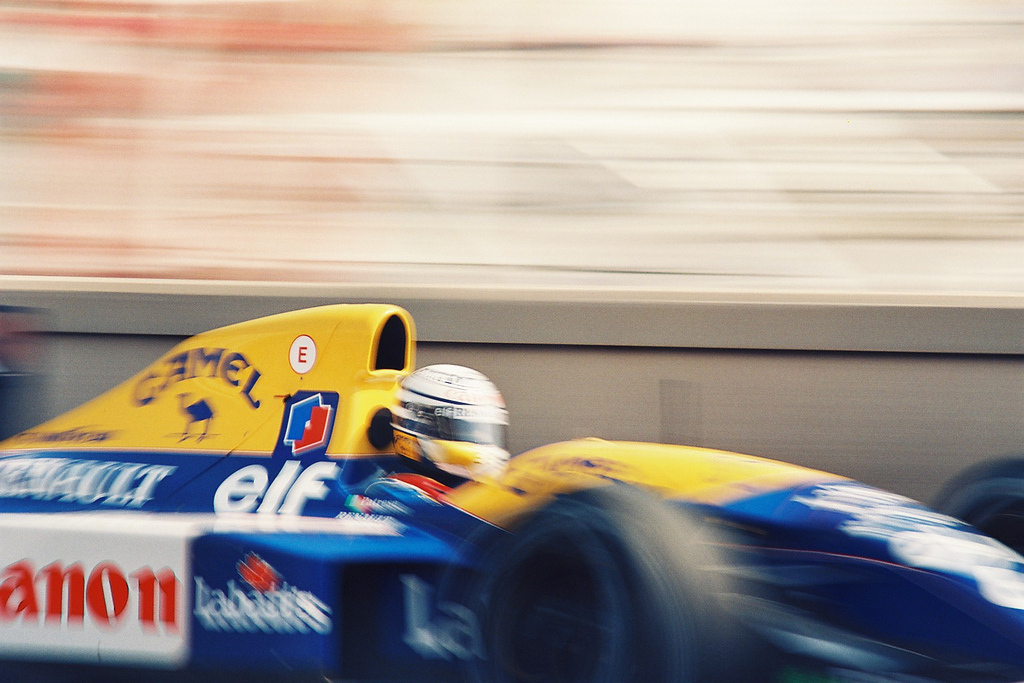
1992年のウィリアムズ・ルノーFW14B。

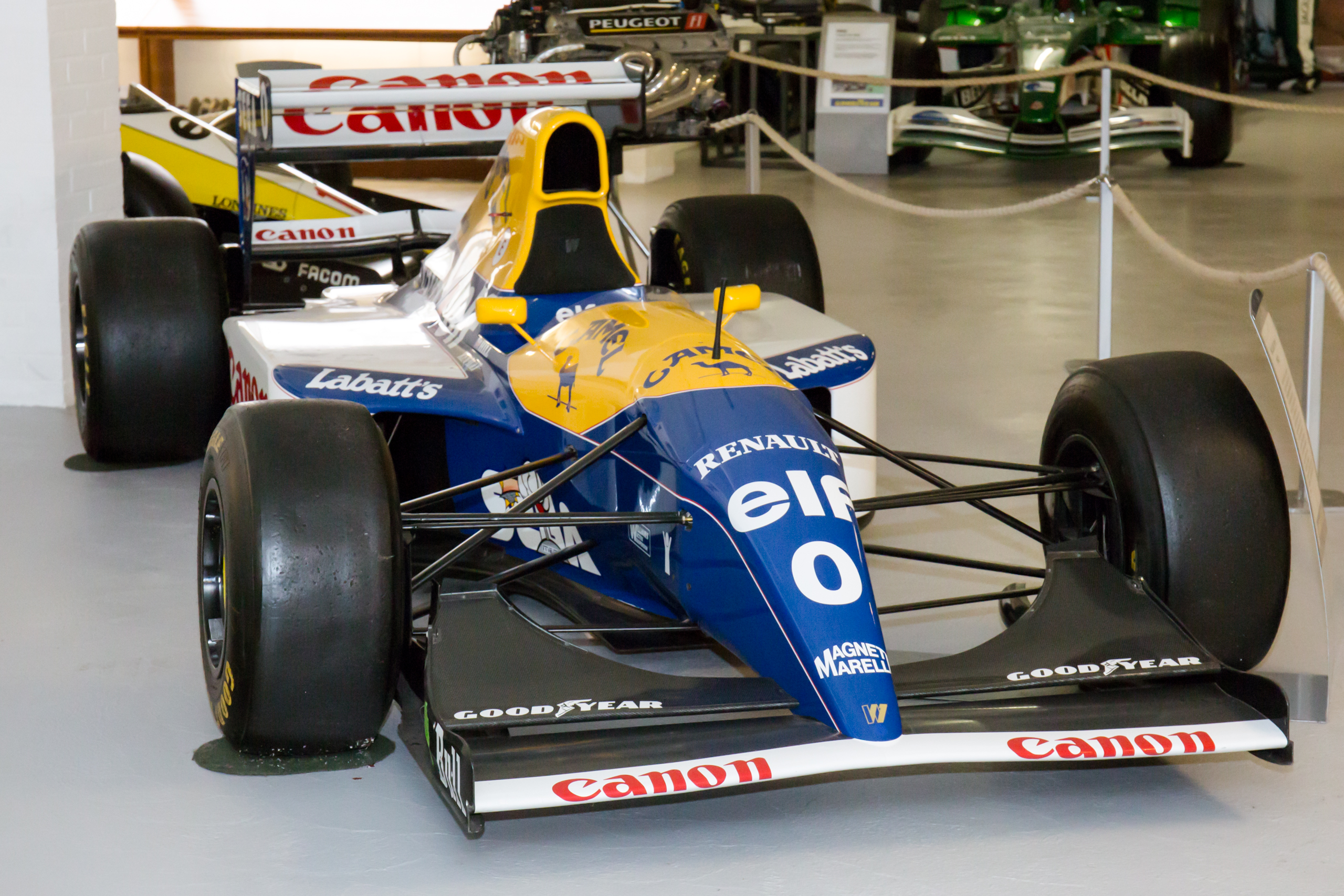
1993年のウィリアムズ・FW15C。

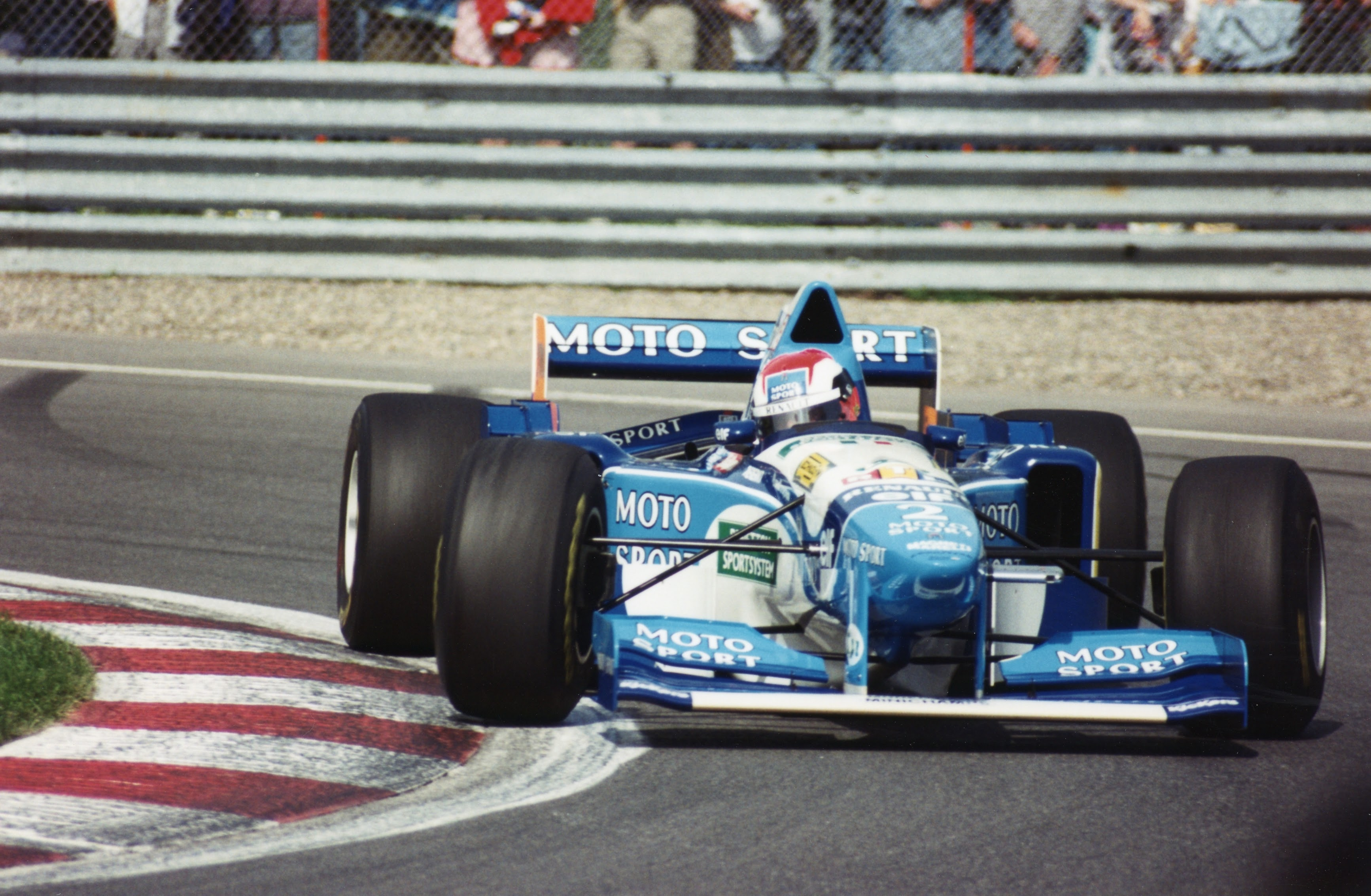
1995年のベネトン・ルノーB195。この年はウィリアムズ・ルノーとベネトン・ルノーの2チームで全17戦中16勝を挙げ、エンジンサプライヤーとして年間の最多勝記録（当時）を樹立した。

まずはウィリアムズへの独占供給を開始し、後にリジェ、ベネトンにもエンジンを供給するようになった（リジェには1992年から1994年にカスタマー仕様を供給）。
最初の2年こそ、当時隆盛を極めていたホンダエンジン搭載のマクラーレンの後塵を拝することが多かったが、1992年から1997年にかけては、エンジン供給先のウィリアムズとベネトン（1995年からエンジン供給開始）の両チームがコンストラクター（車体製造者）部門のタイトルを6年連続、ドライバー部門のタイトルを計5回（詳細は別項参照）獲得した。9年間に75勝という勝利数は、ほぼ同期間（1983年-1992年）にウィリアムズやマクラーレンなどにエンジンを供給していたホンダの69勝をしのぐもので、1990年代のF1界において最強エンジンサプライヤーの名をほしいままにした。
特に1995年はルノー勢がシーズンを圧倒し、ベネトン・ルノーとウィリアムズ・ルノーの2チームで年間全17戦中16勝を収めた。ルノーが樹立した16勝という記録は、2016年にメルセデスに塗り替えられるまで、20年に渡ってエンジンサプライヤーとしての年間最多勝記録だった。加えて、長年ルノーの悲願とされてきたモナコグランプリ制覇もミハエル・シューマッハ（ベネトン）によってこの1995年に初めて達成されている。

#### 撤退
1996年フランスGP中に、翌年末をもっての撤退を発表した。当時経営不振に陥っていたルノーのリストラ策の一環としての苦渋の選択であった。また、撤退の理由のひとつとして、“もはやルノーがグランプリで勝ってもニュースとなることはなく、ルノーが負けた時にのみニュースとなる”ことへの嫌気が挙げられた。

### 1998年 - 2000年 スーパーテック

#### メカクローム社
ルノーは1997年シーズンの終了をもって、F1でのエンジンサプライヤーとしての活動を終了する旨を発表したが、その後も1997年シーズンのルノーエンジン「RS9」をベースとしたエンジンが供給された。このエンジンは元々カスタマー仕様のルノーエンジンの供給を請け負っていたメカクローム社が製作し、元ベネトンのフラビオ・ブリアトーレが販売権利を取得の上、スーパーテックの名称で販売され、ベネトン（1998年から2000年まで一貫して自社のブランドネーム・プレイライフのバッジを付けてプレイライフエンジンと呼ばれていた）、ウィリアムズ（1998年のみメカクロームの名称。1999年まで供給）の旧ルノーユーザーだけではなく、B・A・R（1999年）、アロウズ（2000年）といったコンストラクターにも供給された。
なおメカクロームでは、2005年からは、ルノーブランドでのGP2のエンジン開発、供給を行っている。

#### データ収集
スーパーテックエンジンは型遅れのエンジンであり、戦闘力はフェラーリやメルセデスといったワークスエンジンには遠く及ばなかったものの、これらのエンジンに比べて比較的手に入れやすいエンジンであったため、多くのチームがスーパーテックの恩恵に与る事となった。このスーパーテックの活動はワークスとしてのルノーが復活する2000年まで続けられた。この間に蓄積されたデータは、その後のルノーのF1活動にフィードバックされることとなる。

### 2002年 - 2010年 ルノーF1チーム

#### 「100%ルノー」として復帰

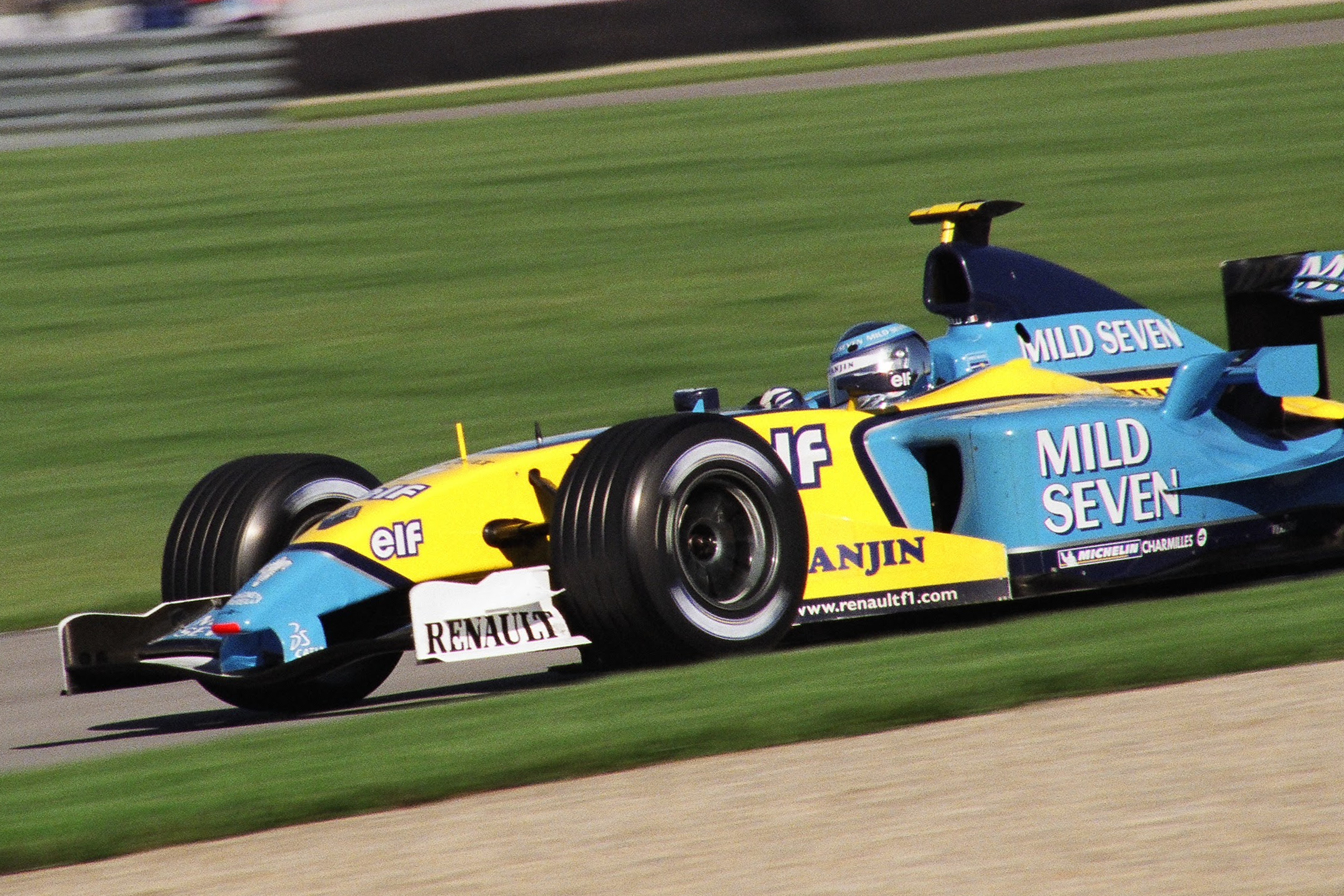
ヤルノ・トゥルーリ駆るR23
（※：2003年のF1世界選手権）

その後2000年3月15日に、かつてエンジン供給を行っていたイタリアのファッションブランドであるベネトン社が所有していたベネトンF1チームを買収するかたちでコンストラクターとしてのF1復帰を発表。当初は2002年シーズンを目標に新規参入を計画していたが、1年前倒しで1200万ドルで買収し参入をはたした。2001年はコンストラクター登録期限の関係で「ベネトン・ルノー」として参戦。2002年に「マイルドセブン・ルノーF1チーム」として17年ぶりにコンストラクターとして復帰した。この際に、2005年までにコンストラクター部門でのタイトルを獲得するという目標を掲げた。
ルノーによるワークスエンジン供給を打ち切られた後には一時低迷していたベネトンチームであったが、ルノーとなってからは次第に競争力を取り戻し、ベネトン時代にチームをチャンピオンに導いたイタリア人指揮官のフラビオ・ブリアトーレの下、マクラーレン、フェラーリ、ウィリアムズなどに並び、F1を代表する強豪チームの一角に返り咲いた。
技術部門はテクニカルディレクターであるマイク・ガスコインの指揮下、ふたつのデザインチームが交互に開発を担当するローテーション制を導入。Vバンク角111度という低重心型のエンジンを投入し、ミシュランタイヤに特化した車両開発を進めた。2003年にはフェルナンド・アロンソがハンガリーGPで初優勝し、ルノーのフルワークスチームとして1983年以来の勝利を獲得した。2004年にはヤルノ・トゥルーリのドライブにより、ルノーチームにとって念願のモナコGP優勝を果たした（ルノーエンジンとしては1995年以来9年ぶりのモナコGP優勝）。

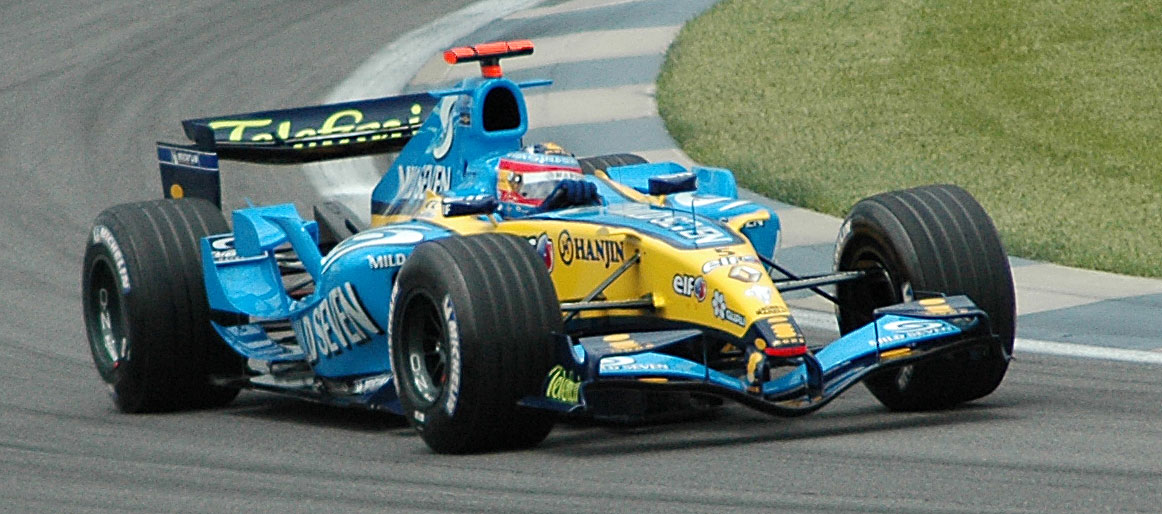
フェルナンド・アロンソ駆るR25
（※：2005年のF1世界選手権）

#### 2005年
2005年シーズンはティム・デンシャム率いるデザインチームの手になる「R25」に、フェルナンド・アロンソとジャンカルロ・フィジケラの2人のトップクラスのドライバーを揃えた。R25の高い戦闘力と信頼性を武器にシーズン前半から勝ち続け、後半マクラーレン・メルセデスの猛追を振り切り、最終戦の中国GPでコンストラクター（車体製造者）部門のタイトルを獲得した。最終的に、全19戦中開幕4連勝を含む8勝をあげ、シーズン累計で191ポイントを獲得した。
また、第17戦ブラジルGPにおいて、アロンソがシーズン終了まで2戦を残してドライバー部門のタイトルを獲得した（シーズン累計で計133ポイントを獲得）。アロンソは、スペイン人としては初のチャンピオンとなり、同時に、1972年シーズンのエマーソン・フィッティパルディの記録（25歳273日）を更新する、当時F1史上最年少（24歳58日）のドライバーズチャンピオンとなった。アロンソはシーズン後、2007年よりマクラーレンに移籍することを発表した。
コンストラクターの「ルノー」としては、コンストラクター部門、ドライバー部門ともに初のタイトル獲得となった。

#### 2006年

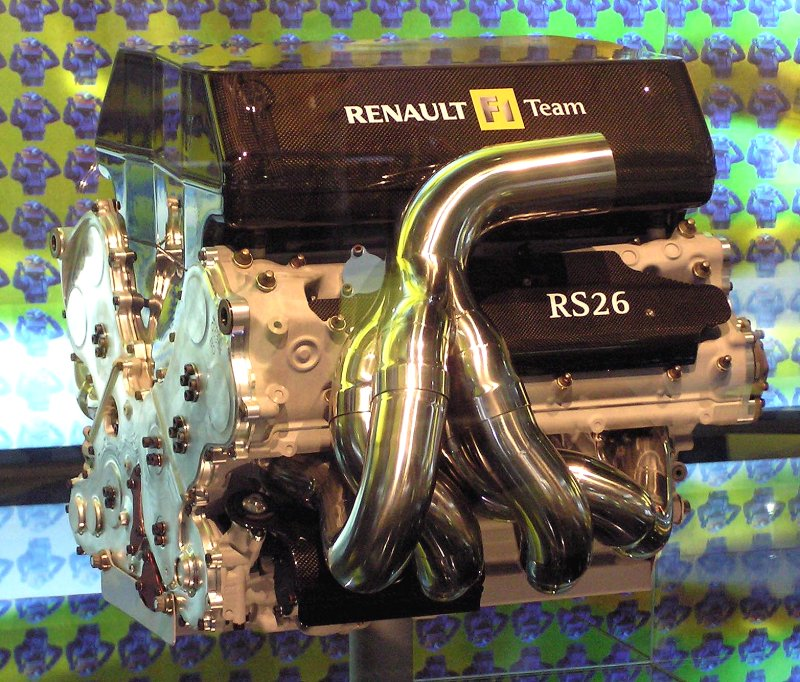
ルノーRS26エンジン。ルノーとしては初のF1用V8エンジンである

レギュラードライバーは前年と同じで、テストドライバー兼リザーブドライバーだったフランク・モンタニーがチームから離脱し、後任には、2005年には第2テストドライバーを務め、GP2でシーズンランキング2位になったフィンランド人ドライバーのヘイキ・コバライネンが就いた。
第2戦マレーシアGPで、フィジケラ - アロンソの順で1-2フィニッシュを果たした。これはベネトンを買収した「100%ルノー」になってからは初めてのことで、エキープ・ルノー時代を含めても、1982年フランスGPでのルネ・アルヌーとアラン・プロストによるもの以来、実に24年ぶりで2回目のことであった。
シーズン中盤までは快調だったが、R26に搭載する「マスダンパー」の使用禁止により戦力を削がれ、フェラーリによる猛追を受けた。両選手権とも終盤に一時的に逆転を許したものの、ドライバーズ選手権はその後再逆転し、最終戦である第18戦ブラジルGPにおいて、アロンソが2位で入賞しドライバーズタイトルを獲得。また同時にコンストラクターズタイトルも獲得し、2年連続のダブルタイトル獲得となった。
EUによるたばこ広告への規制強化に伴い、ベネトン時代の1994年以降長年に渡ってチームのタイトルスポンサー（メインスポンサー）を務めてきた日本たばこ（マイルドセブン）はこの年をもって撤退した。

#### 2007年

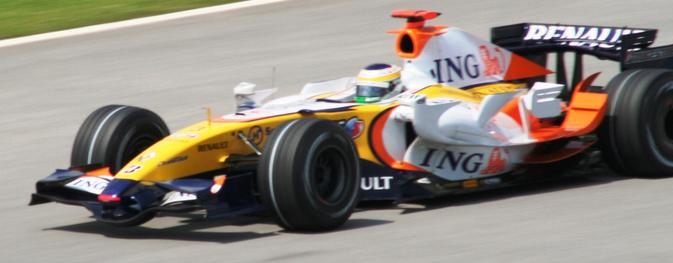
ジャンカルロ・フィジケラが駆るR27
（※：2007年のF1世界選手権）

2007年シーズンから、マイルドセブンに代わってオランダの保険会社INGグループがタイトルスポンサーとなり、エントリー名は「ING・ルノーF1チーム」となった。
移籍したアロンソに代わり、テストドライバーのヘイキ・コバライネンがレギュラードライバーに昇格し、ジャンカルロ・フィジケラとコンビを組んだ。テストドライバーにはトヨタから移籍のリカルド・ゾンタと、かつてのF1チャンピオンの息子であるネルソン・ピケJr.が新たに就任した。
この年は、新たに採用されたブリヂストンワンメイクタイヤの特性にマシンを合わせられず、さらに風洞施設の計測誤差で、R27は優勝を狙えるマシンではなかった。最高位は日本GPでのコバライネンの2位。
また、この年よりレッドブル・レーシングへカスタマーエンジンを供給するようになった。

#### 2008年
ドライバーラインナップは一新され、フィジケラがフォース・インディアへ移籍し、コバライネンとのトレードでマクラーレンからアロンソが復帰。テストドライバーから昇格したピケJr.とコンビを組む。サードドライバーに2007年GP2ランキング2位のルーカス・ディ・グラッシ、テストドライバーとして2007年F3ユーロシリーズ・チャンピオンでルノードライバー養成プログラムのロマン・グロージャンと前年スパイカーのレギュラードライバーだった山本左近が発表された（但し、ディ・グラッシがスーパーライセンスを保有していなかったことから、リザーブドライバーとしては山本とグロージャンの二人が登録され全戦に帯同することとなった）。
第9戦ドイツGPでピケJr.が2位表彰台を獲得。初のナイトレースとして行われた第15戦シンガポールGPでは、予選13位からスタートし、ピットインした直後にピケJr.がクラッシュ、これによりセーフティカーが出動した結果、アロンソが大きく順位を上げて優勝した。アロンソがチームにとって2006年日本GP以来となる勝利を果たした。アロンソは次戦日本GPでも勝って連勝を成し遂げた。
しかし、シンガポールGP優勝の背景にあったものが、2009年にチーム体制を揺るがす大スキャンダルに発展することとなる。

#### 2009年
新たにトタル（エルフの親会社）やヒューレット・パッカードとテクニカルパートナー契約を結んだが、開幕前にタイトルスポンサーであるINGグループが、2009年シーズン限りで撤退することを発表した。
ドライバーラインナップは2008年と同じくアロンソとピケJr.。新車R29はKERSの熟成不足などで不振が続き、アロンソがポールポジション1回（第10戦ハンガリーGP）、ファステストラップ1回（第9戦ドイツGP）を獲得するにとどまった。シーズン途中に、チームは成績不振のピケJr.を解雇し、テストドライバーのロマン・グロージャンをレギュラーに昇格させた。

#### クラッシュゲート

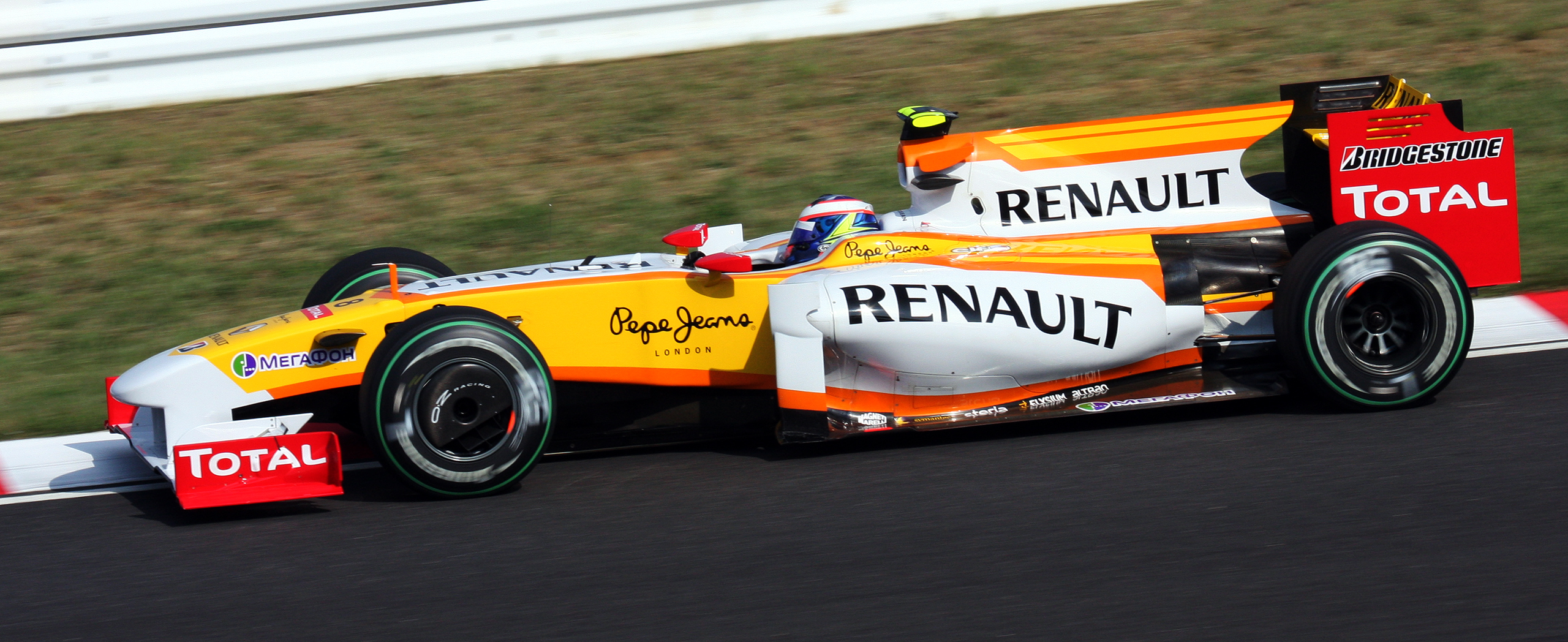
クラッシュゲート発覚後、即時契約を打ち切ったINGグループが入っていた箇所はルノーに差し替えられた

ネルソン・ピケJr.を解雇した直後の8月末、前年シンガポールGPでチームがピケJr.に故意にクラッシュするよう命じていたという疑惑が浮上した。ピケJr.本人が真相を国際自動車連盟 (FIA) へ告発し、チームの首脳フラビオ・ブリアトーレとパット・シモンズとの間で、事前に実行する周回数や場所を打ち合わせたと証言した。
ルノーはピケJr.および父のネルソン・ピケに対して法的措置をとると表明したが、その後態度を変えてピケ親子の供述に異議申し立てを行わず、ブリアトーレとシモンズのチーム離脱を発表した。ブリアトーレに代わるチーム代表にはボブ・ベルが就任した。世界モータースポーツ評議会は、ルノーに対して2年間の執行猶予付の参戦資格剥奪という有罪判決を下した。ブリアトーレとシモンズにはモータースポーツ競技からの追放処分が下されたが、民事裁判を経て処分が緩和された。
FIAによるこの裁定は、事件が人命に危険性がある非人道的な行為かつ、FIAスポーティングレギュレーション第39条の1項「チームオーダー」に違反していたことにもかかわらず「事実上ペナルティーなし」であった。2007年に起こったマクラーレンのスパイゲートなどと比較され、あまりにも寛大な措置であるとして批判された。世界同時不況によりホンダとBMWが撤退した後、ルノーもこれに続くことを怖れたFIAの配慮ではないかと考えられた（この事件後にはトヨタも撤退を表明）。
この騒動の余波を受けて、タイトルスポンサーであるINGグループと主要スポンサーであるムトゥア・マドリーニャ (Mutua Madrileña) が即時にスポンサー契約を打ち切ることを発表した。シンガポールGPでは、今までINGと書かれていたマシンのスペースをRENAULTに変えて参戦した。

#### 2010年

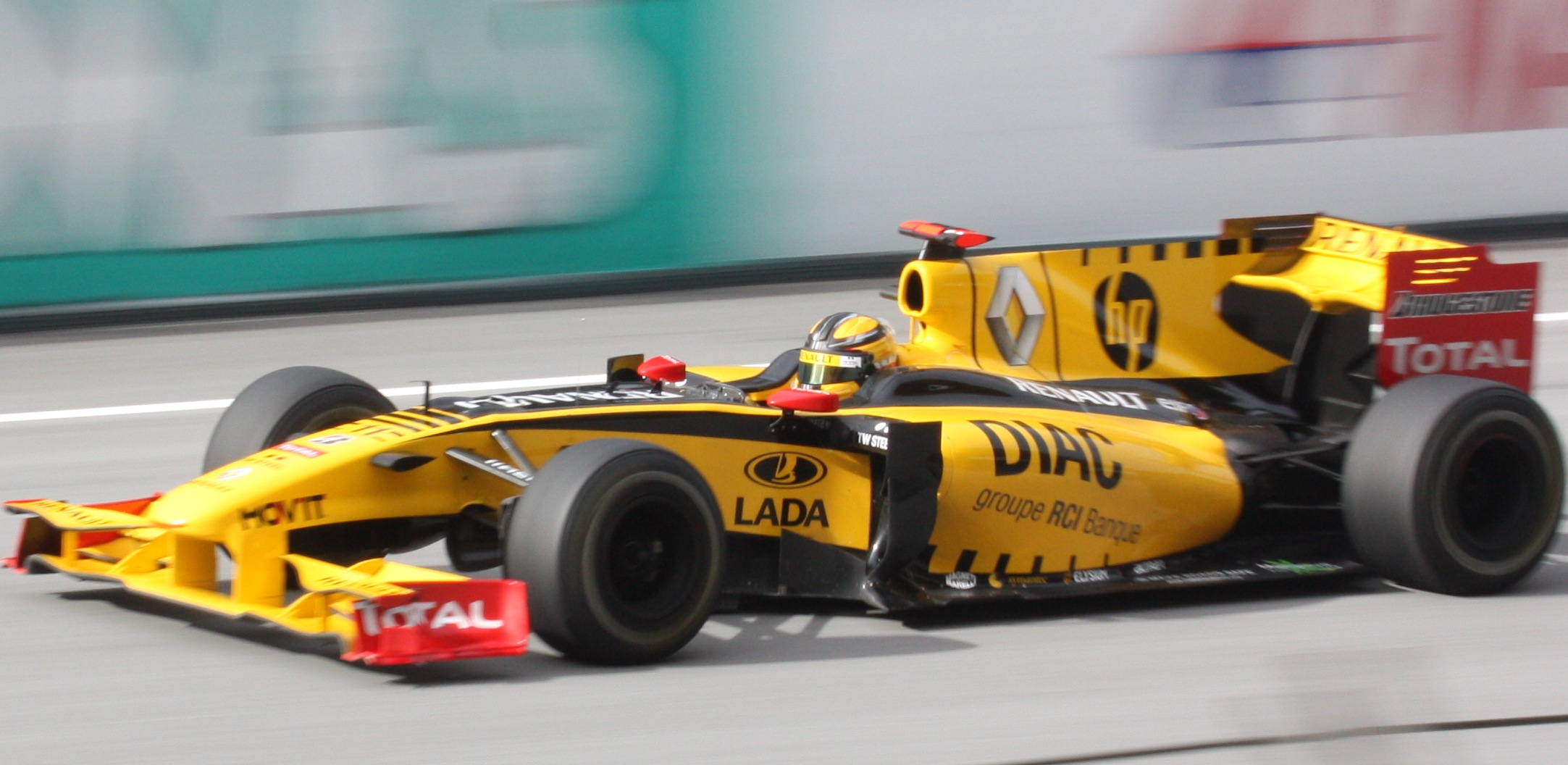
ロバート・クビサ駆るR30。タイトルスポンサー不在となったことで、この年のカラーリングはルノーワークスカラーのマスタードイエローと黒を基調としたエキープ・ルノー時代を彷彿させるものになった。
（※：2010年のF1世界選手権）

#### 株式売却
クラッシュゲート発覚後の2009年12月16日、ルノーが保有するルノーF1の株式の大部分がルクセンブルクの投資会社「ジェニー・キャピタル」に売却されたことが発表された。一方で、少なくとも2010年シーズンに関しては従来通り「ルノーF1」としてF1に参戦すること、またレッドブル・レーシングへのエンジン供給も継続されることが同時に明らかにされた。この際2011年以降のチームの扱いについては発表されなかったため、ルノーがチームに対する関与を段階的に減少させ、遠くない未来にF1から撤退するのではないかとの憶測が飛ぶこととなる。
また、ロシアのウラジーミル・プーチン首相がルノーF1チームを支援することを発表した。この背景にはロシア人初のF1ドライバーであるヴィタリー・ペトロフと契約したことによる影響が大きいとみられ、EFE通信にも「協力の大きなシンボル」と語っている。この発表の前にルノーのゴーン会長と、プーチン首相とで会談を行い、今後も財政的な支援を拡大させていく姿勢を明らかにした。この契約により、この年のルノーのマシンには、ルノーが資本参加していたロシアの自動車会社アフトヴァース社の国内外向けブランド「ラーダ」のロゴが掲載された。さらにロシアの造船会社であるヴィボルグ社とスポンサー契約をしたと9月21日に発表された。

#### ワークス最終シーズン
チーム代表職はクラッシュゲート後に臨時的にボブ・ベルが務めていたが、2010年1月5日にかねてより噂のあったグラビティスポーツマネジメント社のエリック・ブーリエが後任となることが発表された。ドライバーは、前年限りで離脱しフェラーリに移籍したアロンソ、チームから解雇されたロマン・グロージャンに代わって、BMWザウバーの撤退でシートを失っていたロバート・クビサ、セカンドドライバーとして、初のロシア人F1ドライバーとなるヴィタリー・ペトロフがレースシートを得た。サードドライバーとしては、ホーピン・タン、リザーブ兼テストドライバーとしてジェローム・ダンブロジオ、ヤン・チャロウズがそれぞれ決定した。
新体制初年度はクビサが3位表彰台を2度獲得。マルチディフューザーやFダクトの熟成により、後半戦は他チームにとって脅威となる存在感を示した。
2010年12月8日には、ルノーが保有する残るルノーF1の株式を「グループ・ロータス」（プロトン傘下のロータス・カーズを中心としたグループ）に売却し、エントリー名を「ロータス・ルノーGP」と改めることが発表された。この結果、2011年のみコンストラクター登録としては「ルノー」のままとなるものの、ルノーはチーム運営や車体開発からは2010年限りで手を引き、2011年以降はエンジン供給のみを行うこととなった。この背景には、2010年にルノーエンジンを積むレッドブルのセバスチャン・ベッテルがドライバーズタイトルを、レッドブル・レーシングがコンストラクターズタイトルを獲得し2冠を達成したにもかかわらず、ワークス・チームが存在するためにこれらの成果をプロモーションに利用することが難しく、ワークスの存在がむしろマイナスの方向に働いていることも指摘された。

#### 2011年（ロータス・ルノーGPとして再出発）

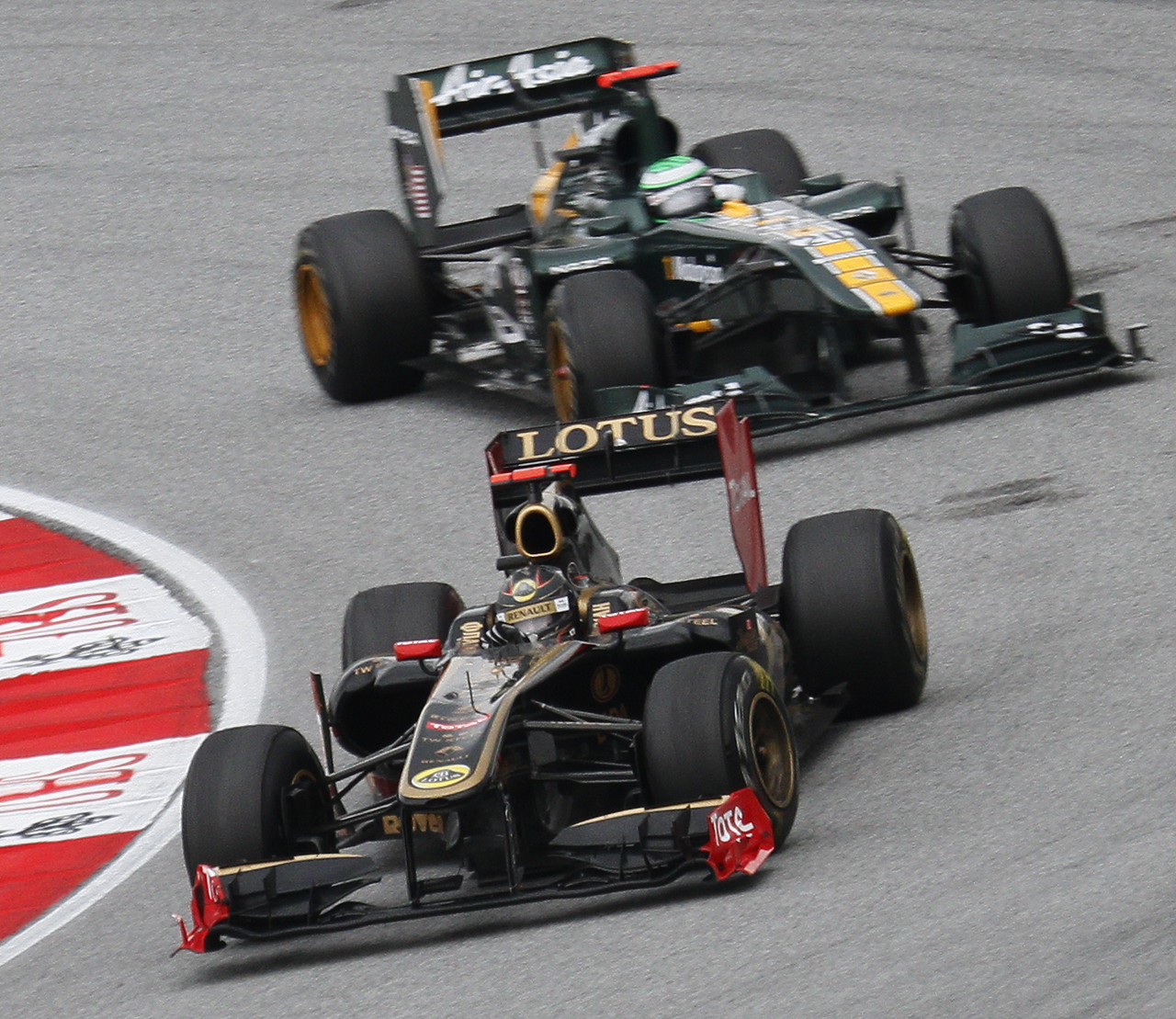
「ロータス」の名を冠し、同じルノーエンジンを使用する2つのチーム。

前述の通り、2011年に関してはエンジン供給のみを行う。ルノーがチーム運営から手を引いたことで、“ロータス・ルノーGP”チームの国籍登録もフランスではなく、本拠地と車体開発ファクトリーが置かれているイギリスに変更となった。ルノーエンジンの供給先は、新生「ロータス・ルノーGP」、レッドブル・レーシングという従来の2チームに加え、前年から参戦している新チームであるチーム・ロータスが加わり3チームとなった。
ロータス・ルノーGPのドライバーは2010年シーズンと同じくクビサとペトロフ、テストドライバーはタン、ファイルーズ・ファウジー、ブルーノ・セナ、そして2009年シーズン以来の復帰となるグロージャンが務めると発表された。しかし、2011年2月6日に、イタリアでラリーに参戦していたクビサがクラッシュにより負傷、長期離脱を余儀なくされた。そこで、2010年シーズンいっぱいでレースシートを失っていたニック・ハイドフェルドがクビサの代役として参戦することになった。クビサの代役として見込まれたハイドフェルドだったが、結果的にチームの期待に応えることはできず、シーズン中盤のベルギーGPからはブルーノ・セナがレースシートに座ることとなる。次戦イタリアGP前にハイドフェルドはチームを正式に離脱することとなった。
新車両のR31は前方排気レイアウトを採用し、シーズン当初は2人のドライバーがそれぞれ表彰台に登るなど競争力があるように見えたが、実際は予想したほどダウンフォースが発生しないことがシーズン前の最初のテストからわかっており、すぐに成績は低迷した。何とかコンストラクターズ選手権は前年同様5位は確保したものの、4位のメルセデスGPとは90ポイント以上離され、6位のフォース・インディアとは4ポイント差しかなく、シーズン終了後にはテクニカル・ディレクターのジェイムズ・アリソンをしてR31は「失敗した実験」と言わしめた。
ロータス・ルノーGPは2012年からエントリー名は「ロータスF1チーム」、コンストラクター名は「ロータス」に変更になった。2011年は名称が残っていただけではあったが、これにより2002年から続いたコンストラクターとしてのルノーの活動は完全に終了した。

### 2011年 - 2015年 ルノー・スポールF1によるエンジン供給

#### レッドブル勢の席巻

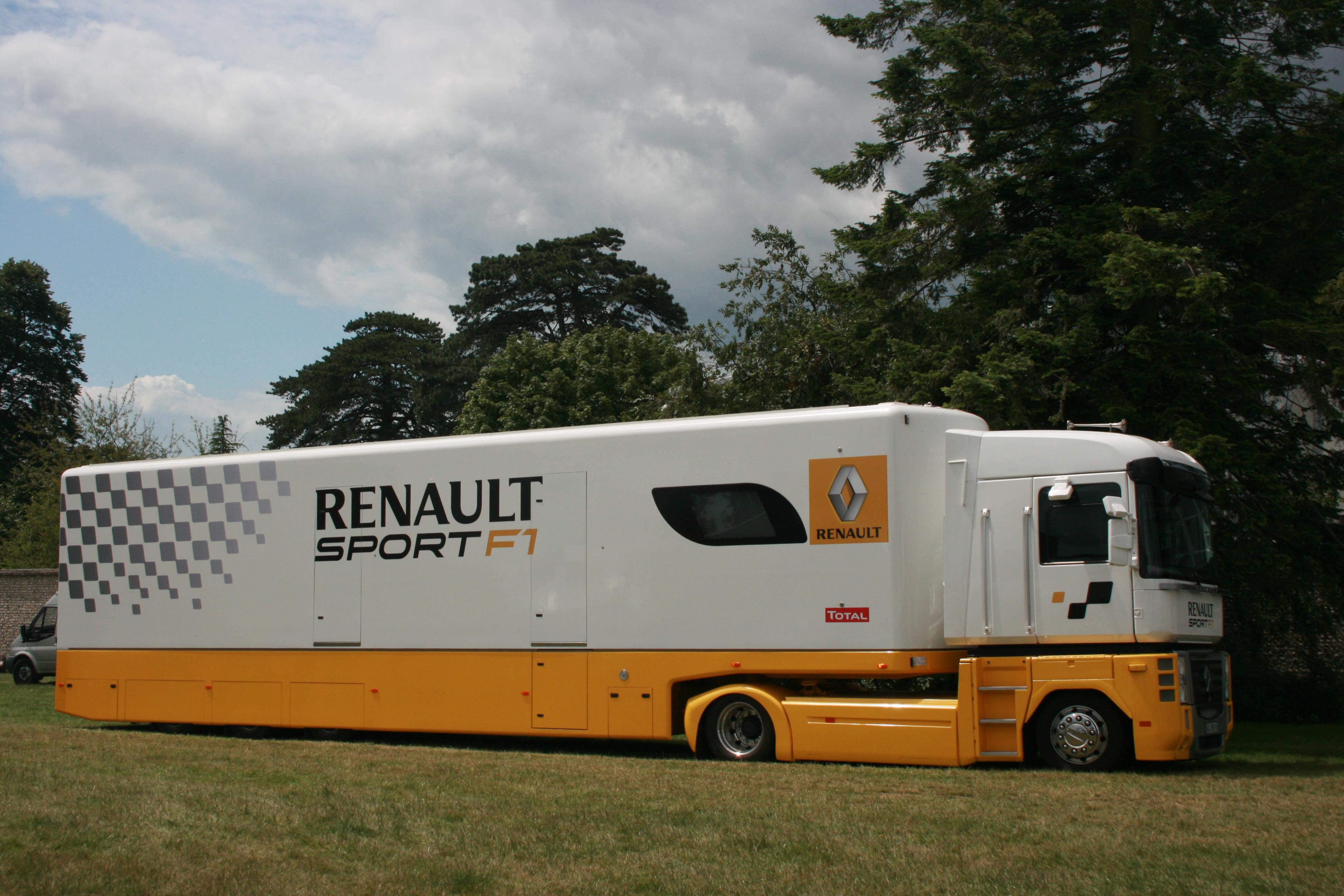
ルノー・スポールF1のトランスポーター

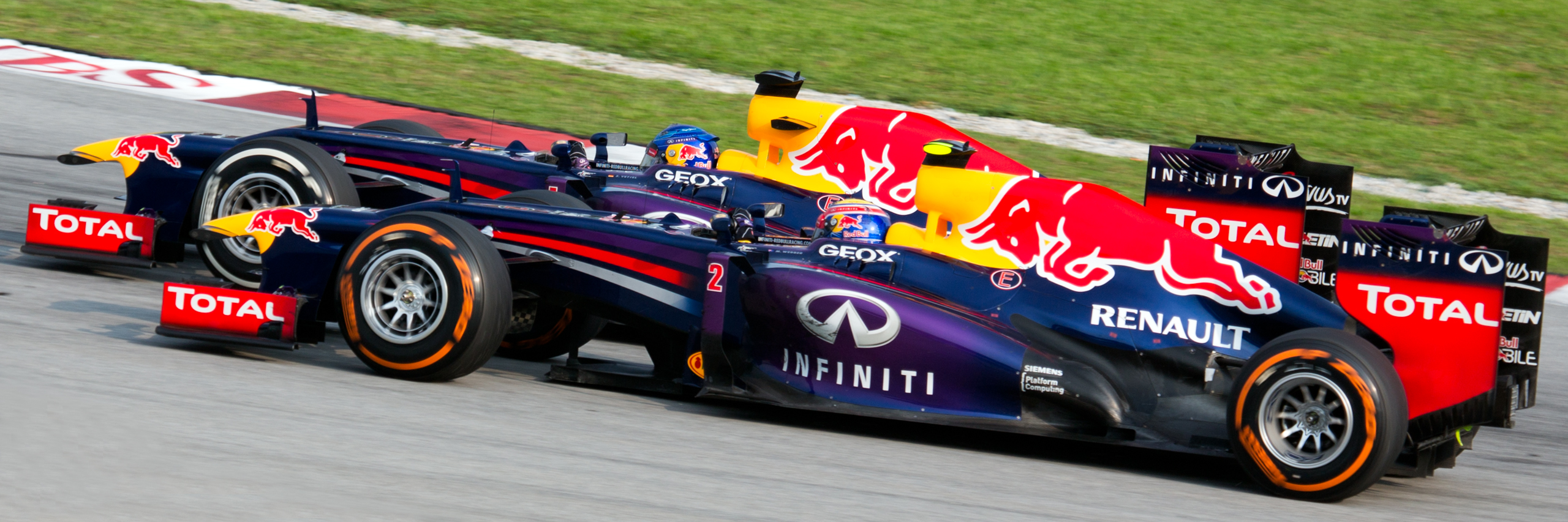
ルノーエンジンを搭載したレッドブルは、2010年から2013年にかけて、4年連続でドライバーズとコンストラクターズの両チャンピオンシップタイトルを獲得

チーム株式の完全売却後、2010年12月8日にルノーは新組織ルノー・スポールF1の設立を発表した。ルノー・スポール時代よりエンジン開発を行っていたフランスのヴィリ-シャティオンを拠点として、引き続きF1エンジンの開発・供給を行うためである。同社は、当時検討されていた、2013年から1.6リッター直4ターボを導入するという計画を支持し、この案の延期が検討されるとF1からの撤退を示唆したが、最終的には2014年より1.6リッターV6ターボを導入するという修正案に同意した。
エンジン供給先ではレッドブルとの関係がより密接になって行った。両者はオフスロットル・ブローイング（エンジン排気の空力的利用）という新分野を開拓して、2011年シーズンを席巻した。2011年9月には、レッドブルへのエンジン供給を2017年まで継続し、V6ターボ開発でも協力することが発表された。レッドブル代表のクリスチャン・ホーナーは「レッドブルはルノーのワークスチーム」と発言している。また、ルノーの資本提携先である日産自動車の高級車ブランド「インフィニティ」がレッドブルのスポンサーとなり、技術面での関係強化も進められる。
2012年にはロータス、レッドブル、ケータハム（前年の「チーム・ロータス」が名称を変更）に加えて、ウィリアムズへのエンジン供給も開始し、1990年代を席巻した「ウィリアムズ・ルノー」のタッグが復活することになった。
2006年から続いたV8エンジン規定の最終年となる2013年は、レッドブルのRB9を駆るセバスチャン・ベッテルが圧倒的な成績で4年連続チャンピオンに輝いた。コンストラクターズタイトルもレッドブルが獲得し、両タイトルで4連覇を達成した。

#### パワーユニット導入後の暗転
2014年はエンジンのレギュレーションが大幅に改訂され、それまでの2.4リッターV8自然吸気エンジンが、1.6リッターV6ターボエンジンにエネルギー回生システム（ERS）も含めた“パワーユニット”に改められ、26年ぶりにターボエンジンが形を変えて復活した。ルノーが用意したルノーエナジーF1-2014は、2013年まで供給していたレッドブル、ロータス、ケータハムに加え、トロ・ロッソに供給された。トロ・ロッソが加わった一方で、ウィリアムズがメルセデスに変更したため、この年も4チームに“パワーユニット”を供給することとなった。
しかしこのレギュレーション改訂に対してルノーは上手く対応出来ず、年間16勝を挙げタイトルを獲得したメルセデスチームの圧倒的な強さの前に、レッドブルはメルセデスが落とした3レースでダニエル・リカルドが優勝しコンストラクターズランキングでは2位を確保したものの、前年までの圧倒的な強さは失われた。それ以外のルノーエンジン搭載チームにいたっては、いずれもメルセデスエンジン搭載チームはおろか、フェラーリエンジン搭載チームの下位にも甘んじる結果となった。そうした事態を受けて、同年末にルノーはイルモアとの提携を発表し、開発体制の再構築を行うことになった。
2015年はロータスがメルセデスに変更、ケータハムがF1から撤退したため、レッドブルとトロ・ロッソの2チームへの供給体制となったが、前年に引き続きパワー不足と信頼性の低さに悩まされ低迷。これに業を煮やしたレッドブルとトロ・ロッソはルノーとの供給契約を2015年一杯で打ち切ることを決断する。トロ・ロッソはフェラーリの1年落ちのエンジンを供給されることが決まったが、レッドブルは他のエンジンメーカーからの供給を拒否されたため、結局引き続きルノーからの供給を受けるものの「タグ・ホイヤー」のバッジネームを付けて2016年シーズンを戦うことが決定した。

#### フルワークス活動再開へ
一方ルノーは、フルワークスチームでの参戦を再開する道を模索し、2000年代のルノーワークスチームを前身とするロータスチームを再買収する交渉を行っていた。当時破産寸前となっていたロータスとの交渉は9月28日には基本合意に至り、12月3日にルノーのフルワークスチームとしての復帰が正式に発表された。買収額は「1ポンド」だが、これとは別にロータスが抱えていた負債の支払いも行った。

### 2016年 - 2020年 ルノー・スポール・フォーミュラワン・チーム

#### 2016年
2月3日、チーム体制発表会にてチーム名を「ルノー・スポール・フォーミュラワン・チーム（ルノー・スポールF1チーム）」とすること、新車R.S.16、ドライバー体制（ジョリオン・パーマーとケビン・マグヌッセン、リザーブドライバーはエステバン・オコン）が発表された。
ドライバーについては当初、パストール・マルドナドを起用する予定だったが、スポンサーのPDVSAの経営難により資金提供の折り合いがつかなくなりチームを離脱。代わってマグヌッセンが契約し参戦する事となった。
マグヌッセンは第4戦ロシアGPで7位入賞、第15戦シンガポールGPでは10位入賞を果たし、第4戦の入賞はルノーワークスチームとしてのF1復帰後初ポイントとなった。一方でパーマーは第3戦中国GPでの最下位完走、第2戦バーレーンGPから第11戦ハンガリーGPまで10戦連続でQ1落ちを喫するなど苦戦を強いられたが、第16戦マレーシアGPで10位入賞を果たした。だが、入賞はこの3回のみだったが、これは開発方針の影響で低迷した面があった。

#### 2017年
フォース・インディアからニコ・ヒュルケンベルグの獲得を発表。そして11月10日に、パーマーの残留を発表し、ラインナップを確定させた。リザーブドライバーはセルゲイ・シロトキンがテストドライバーから昇格した。1月11日、チーム代表のフレデリック・バスールが上層部との方向性の違いにより退任した。同月26日、BP（燃料）/カストロール（潤滑油）とのパートナーシップ締結を発表した。元F1チャンピオンでルノーにも在籍していたアラン・プロストがスペシャルアドバイザーに就任した。
2年目のパーマーはマシントラブルに泣かされた面もあったが低迷。予選は新加入のヒュルケンベルグの後塵を拝し、決勝も11位完走など惜しいレースもあったが、入賞は第14戦の6位入賞のみと低迷。そのヒュルケンベルグが第14戦までの間に第5戦の6位入賞を筆頭に入賞6回を記録し、チームの大半のポイントを稼いだ。そんななか、第14戦の最中、PU供給について変更する内容を発表。その関係で第17戦アメリカGP以降はパーマーに代わりトロ・ロッソからカルロス・サインツJr.を迎えた。サインツは移籍後のアメリカGPで7位入賞し、最終2戦でヒュルケンベルグが連続入賞を決めトロ・ロッソを逆転。コンストラクターズランキング6位となり前年の9位から浮上した。

#### 2018年
引き続きヒュルケンベルグとサインツjr.のコンビ。成績は昨年よりさらに向上、新たにルノーからのパワーユニット供給を開始したマクラーレンに対しても速さで上回っており、メルセデス、フェラーリ、レッドブルの3強には及ばないものの、その次点である第4勢力という地位を確立した。
8月3日、レッドブルに在籍のダニエル・リカルドと2019年からの2年契約を結んだことを正式に発表した。チームメイトはヒュルケンベルグとなる。サインツ.Jrが外れた理由はレッドブル支配下ドライバーである事が障害になったと報じられている。
11月19日、日産自動車会長職を兼任していたルノーのカルロス・ゴーン会長が金融商品取引法違反容疑で東京地検特捜部に逮捕されたが、マネージング・ディレクターのシリル・アビテブールはルノーのF1活動に影響は無いとコメントした。
シーズン全体で見れば予選で安定してQ3進出を果たし、決勝も他車との接触やマシントラブルがなければ入賞することが可能な戦闘力は持っていたものの、自力での表彰台獲得を含むトップ3を打ち破るまでには至らなかった。それでも、前年の倍のポイントを獲得し、コンストラクターズ4位に躍進したシーズンとなった。

#### 2019年
ドライバーは発表していた予定通りヒュルケンベルグとリカルドのコンビ。前年の好調さからさらなる躍進が期待されたが、レギュレーション変更やタイヤ規格の把握に出遅れたことが響き失速。それでも、好不調はあるがマシンの戦闘力は存在しており、前年の3強に次ぐ第4勢力から後退したものの、中団勢をリードする存在という位置づけはキープした。
ただ、苦戦しているのも事実であり、両ドライバー健闘するものの、予選成績は後退。決勝成績もシーズン前半戦は不振にあえいだ。その一方でカスタマーチームのマクラーレンは、序盤から好調でむしろ前年のルノーチーム並みの好調ぶりであり、特に昨年チームを離脱したサインツの活躍が目立つという皮肉な状況となる。マシン開発が追いついた後半戦は巻き返し始め、第14戦では4位&5位のダブル入賞という速さを見せ、それ以降のレースでも入賞しているものの、直近のランキング下位チームであるトロロッソとレーシング・ポイントの2チームも入賞しているうえ、彼らが先着していることもあり、少しずつ差を詰められている状況となった。そんななか、第17戦日本GPでは、他のドライバーのペナルティ降格も手伝い、6位&10位入賞を果たすも、ブレーキシステムの不正な利用により両者ともに失格処分となってしまい、貴重なポイントを逃してしまった。
それでも、両者入賞し続け、特にリカルドが2チームより前で先着していることにより、何とかコンストラクターズ5位を死守していた。だが、第20戦でトロロッソのピエール・ガスリーの2位表彰台により、トロロッソにコンストラクターズ5位の座を奪取されかけるが、最終戦で自チームは入賞を逃したものの、逆転のための必須条件であるダブル入賞をその2チームが逃したため、コンストラクターズ5位の座を死守した。また、第13戦前後に2020年にエステバン・オコンとの複数年契約を発表。もともと、今季で契約が終了する予定であったヒュルケンベルグはチームを離れることが決定した。

#### 2020年
2020年はリカルドが残留、ヒュルケンベルグの後任にはエステバン・オコンが加入した。なおオコンはメルセデスのマネジメントを受けながらルノーに加入するという異例の形となる。前年浮き沈みの激しかったチームだが、プレシーズンテストでは速さを見せ、暫定ではなく総合記録で上位に入るなど、戦闘力が改善していることを示唆した。コロナウイルスの世界的流行の影響が深刻化し、F1は休止状態となり、開幕戦となった7月のオーストリアGPまでの間には、リカルドが今シーズンを以てチーム離脱することや2021年以降の参戦が不安視されるなど、マシンよりチーム運営が不安視される情報が相次いだ。そんななか、それを払拭するかのように開幕戦ではリカルドが予選Q3進出を果たし、オコンが入賞。シーズンの半分に当たる第8戦までの成績だが、純粋な比較はできないが、開幕戦からチームとして5戦連続入賞を記録。また、マシンの信頼性の不安も前年より改善し、レッドブル・リンクの2レースでは1台ずつリタイアを発生させたものの、以降は大きなトラブルは起きておらず、前年の問題点はいくらか改善された。また、マシンの特性的に前年に続き高速サーキット寄りのGPで強く、リカルドからは第7戦ベルギーGP予選後に「低ダウンフォース仕様の時のほうがマシンのバランスが良い」というコメントを残したことを証明するように、同予選でリカルドは4番手、オコンは6番手を獲得。決勝でも速さを維持し、オコンが5位、リカルドが4位かつファイナルラップでファステストラップも記録。また、同じ系統の第8戦イタリアGPでもダブル入賞を記録している。
新型コロナウイルスの流行によりシーズン開幕が大幅に遅れる中、同年5月には開幕を待たずにリカルドが翌年からマクラーレンへ移籍することを発表。後任にはアロンソが2009年以来12年ぶりに復帰することになった。
2020年9月、翌シーズンからの製造者名を傘下のカーブランド・アルピーヌの名を冠した「アルピーヌ・レーシング」に登録変更を発表、母体のルノー・スポールも同社に移管した。なお「ルノー」の名前はパワーユニットの供給者として残った。そして2026年シーズンからの次世代PU製造者についてはアルピーヌ・レーシングの名で登録したため、バッジネームなどを付けない限り「ルノー」名義のエンジンとしては終了する予定である。

#### パワーユニット供給
前述した通り、2016年もレッドブルへの供給は続けたものの「タグ・ホイヤー」のバッジネームを使用した。スペインGPでマックス・フェルスタッペンが初優勝、続くモナコGPでダニエル・リカルドがこの年メルセデス以外では唯一のポールポジションを獲得、マレーシアGPでリカルドが優勝した。このパフォーマンスの復調をレッドブルは評価し、5月にパワーユニット供給契約を2018年まで延長、併せてトロ・ロッソも2017年からルノーに戻すことも決定した。なお、レッドブルは2018年まで「タグ・ホイヤー」のバッジネームを引き続き使用し、トロ・ロッソもバッジネームを使用する予定となっていたが、エンジン名は記載されなかった。また、ルノーの組織再編に伴いイルモアとの協力関係を終えることになった。
2017年は再び信頼性の低さが足を引っ張り、レッドブルはメルセデスとフェラーリに大きく水をあけられたが、アゼルバイジャンGPでリカルドが大波乱のレースを制し、フェルスタッペンもマレーシアGPとメキシコGPで優勝した。シンガポールGPで2018年よりホンダから供給を受けることが決まったトロ・ロッソに代わりマクラーレンへPU供給を行うことが発表された。
2018年は、リカルドとフェルスタッペンがそれぞれ2勝を挙げたが、メルセデスとフェラーリとの差は依然埋まらず。レッドブルが翌年以降のパワーユニット選択へのルノー側からの回答期限を過ぎても返答しないなど、両者の関係は再び悪化。6月19日にレッドブルとホンダの間で2019年から2年間のパワーユニット供給契約が締結。レッドブル・ルノーは延べ12年の歴史に幕を下ろす事となり、この間に優勝59回、ポールポジション60回、ファステストラップ60回を記録し、計4,277.5ポイントを獲得。4度のコンストラクターズタイトルとドライバーズタイトルを手にした。提携解消についてルノー側は「ルノーがワークスチームとして復活してから2年、我々はルノーとレッドブル双方の願望を考慮すれば、これは自然な発展だと考えている」とコメントした。一方のマクラーレンは自らホンダに対する不満を顕にしてパワーユニット変更を行った割には成績が劇的に向上には至らず、元F1ドライバーで解説者のジョリオン・パーマーは、パフォーマンス、信頼性、コストの3つの観点から「（マクラーレンは）高い金を払って恥を晒しただけ」と評している。
マクラーレンも2021年シーズンよりメルセデス製パワーユニットを使用することを選択し（マクラーレンにとっては2014年以来7年ぶりの復帰）、最終的にカスタマーチームを全て失った状態でアルピーヌF1へと移行している。
2024年9月30日、アルピーヌは2025年限りで「ルノー」名義の自社PUの開発・製造を終了し、2026年シーズンからは他社からPUの供給を受けることを正式に発表した。なおヴィリー＝シャティヨンのファクトリーは「ハイパーテック・アルピーヌ」と名前を改め、次世代技術の開発拠点として再編される。

## 変遷表（コンストラクターとしての参戦のみ）
| 年     | エントリー名                               | 車体型番             | タイヤ | エンジン          | 燃料・オイル    | ドライバー                                                         | ランキング | ポイント | 優勝数 |
| ------ | ------------------------------------------ | -------------------- | ------ | ----------------- | --------------- | ------------------------------------------------------------------ | ---------- | -------- | ------ |
| 1977年 | エキープ・ルノー・エルフ                   | RS01                 | M      | EF1 (1.5L V6t)    | エルフ          | ジャン＝ピエール・ジャブイーユ                                     | NC(14位)   | 0        | 0      |
| 1978年 | エキープ・ルノー・エルフ                   | RS01                 | M      | EF1               | エルフ          | ジャン＝ピエール・ジャブイーユ                                     | 12位       | 3        | 0      |
| 1979年 | エキープ・ルノー・エルフ                   | RS01 RS10(RS11~RS14) | M      | EF1               | エルフ          | ジャン＝ピエール・ジャブイーユ ルネ・アルヌー                      | 6位        | 26       | 1      |
| 1980年 | エキープ・ルノー・エルフ                   | RE20                 | M      | EF1               | エルフ          | ジャン＝ピエール・ジャブイーユ ルネ・アルヌー                      | 4位        | 38       | 3      |
| 1981年 | エキープ・ルノー・エルフ                   | RE20B RE30           | M      | EF1               | エルフ          | ルネ・アルヌー アラン・プロスト                                    | 3位        | 54       | 3      |
| 1982年 | エキープ・ルノー・エルフ                   | RE30B                | M      | EF1               | エルフ          | ルネ・アルヌー アラン・プロスト                                    | 3位        | 62       | 4      |
| 1983年 | エキープ・ルノー・エルフ                   | RE30C RE40           | M      | EF1               | エルフ          | アラン・プロスト エディ・チーバー                                  | 2位        | 79       | 4      |
| 1984年 | エキープ・ルノー・エルフ                   | RE50                 | M      | EF4               | エルフ          | パトリック・タンベイ デレック・ワーウィック フィリップ・ストレイフ | 5位        | 34       | 0      |
| 1985年 | エキープ・ルノー・エルフ                   | RE60 RE60B           | G      | EF4B EF15         | エルフ          | パトリック・タンベイ デレック・ワーウィック フランソワ・エスノー   | 7位        | 16       | 0      |
| 2002年 | マイルドセブン・ルノーF1チーム             | R202                 | M      | RS22 (3.0L V10)   | エルフ          | ヤルノ・トゥルーリ ジェンソン・バトン                              | 4位        | 23       | 0      |
| 2003年 | マイルドセブン・ルノーF1チーム             | R23 R23B             | M      | RS23              | エルフ          | ヤルノ・トゥルーリ フェルナンド・アロンソ                          | 4位        | 88       | 1      |
| 2004年 | マイルドセブン・ルノーF1チーム             | R24                  | M      | RS24              | エルフ          | ヤルノ・トゥルーリ フェルナンド・アロンソ ジャック・ヴィルヌーヴ   | 3位        | 105      | 1      |
| 2005年 | マイルドセブン・ルノーF1チーム             | R25                  | M      | RS25              | エルフ          | フェルナンド・アロンソ ジャンカルロ・フィジケラ                    | 1位        | 191      | 8      |
| 2006年 | マイルドセブン・ルノーF1チーム             | R26                  | M      | RS26 (2.4L V8)    | エルフ          | フェルナンド・アロンソ ジャンカルロ・フィジケラ                    | 1位        | 206      | 8      |
| 2007年 | ING・ルノーF1チーム                        | R27                  | B      | RS27              | エルフ          | ジャンカルロ・フィジケラ ヘイキ・コバライネン                      | 3位        | 51       | 0      |
| 2008年 | ING・ルノーF1チーム                        | R28                  | B      | RS27              | エルフ          | フェルナンド・アロンソ ネルソン・ピケJr.                           | 4位        | 80       | 2      |
| 2009年 | ING・ルノーF1チーム, ルノーF1チーム*       | R29                  | B      | RS27              | トタル          | フェルナンド・アロンソ ネルソン・ピケJr. ロマン・グロージャン      | 8位        | 26       | 0      |
| 2010年 | ルノーF1チーム                             | R30                  | B      | RS27-2010         | トタル          | ロバート・クビサ ヴィタリー・ペトロフ                              | 5位        | 163      | 0      |
| 2011年 | ロータス・ルノーGP                         | R31                  | P      | RS27-2011         | トタル          | ニック・ハイドフェルド ヴィタリー・ペトロフ ブルーノ・セナ         | 5位        | 73       | 0      |
| 2016年 | ルノー・スポール・フォーミュラワン・チーム | R.S.16               | P      | R.E.16 (1.6L V6t) | トタル          | ケビン・マグヌッセン ジョリオン・パーマー                          | 9位        | 8        | 0      |
| 2017年 | ルノー・スポール・フォーミュラワン・チーム | R.S.17               | P      | R.E.17            | BP/カストロール | ニコ・ヒュルケンベルグ ジョリオン・パーマー カルロス・サインツJr.  | 6位        | 57       | 0      |
| 2018年 | ルノー・スポール・フォーミュラワン・チーム | R.S.18               | P      | R.E.18            | BP/カストロール | ニコ・ヒュルケンベルグ カルロス・サインツJr.                       | 4位        | 122      | 0      |
| 2019年 | ルノーF1チーム                             | R.S.19               | P      | E-Tech 19         | BP/カストロール | ダニエル・リカルド ニコ・ヒュルケンベルグ                          | 5位        | 91       | 0      |
| 2020年 | ルノー・DPワールド・F1チーム               | R.S.20               | P      | E-Tech 20         | BP/カストロール | ダニエル・リカルド エステバン・オコン                              | 5位        | 181      | 0      |

- 太字はドライバーズタイトル獲得者及びその年の最多記録
- 斜体になっているドライバーはスポット参戦など
- * 2009年はシンガポールGPからエントリー名をルノーF1チームに変更した

## ルノー・エンジンの供給先とF1で記録した優勝
チームの太字はコンストラクターズチャンピオン、ドライバーの太字はドライバーズチャンピオン。

### 1977年 - 1986年 (ルノー・スポール)
10年間で20勝（ルノー15勝、ロータス5勝）
| 年    | 勝利数 | 供給チーム | エンジン型式           | 優勝したドライバー                                           |
| ----- | ------ | ---------- | ---------------------- | ------------------------------------------------------------ |
| 1977  | 0      | ルノー     | EF1（1.5L V6t）        |                                                              |
| 1978  | 0      | ルノー     | EF1（1.5L V6t）        |                                                              |
| 1979  | 1      | ルノー     | EF1（1.5L V6t）        | ジャン＝ピエール・ジャブイーユ（1勝）                        |
| 1980  | 1      | ルノー     | EF1（1.5L V6t）        | ルネ・アルヌー（2勝）、ジャン＝ピエール・ジャブイーユ（1勝） |
| 1981  | 3      | ルノー     | EF1（1.5L V6t）        | アラン・プロスト（3勝）                                      |
| 1982  | 4      | ルノー     | EF1（1.5L V6t）        | アラン・プロスト（2勝）、ルネ・アルヌー（2勝）               |
| 1983  | 4      | ルノー     | EF1（1.5L V6t）        | アラン・プロスト（4勝）                                      |
| 1983  | 4      | ロータス   | EF1（1.5L V6t）        |                                                              |
| 1984  | 0      | ルノー     | EF4（1.5L V6t）        |                                                              |
| 1984  | 0      | ロータス   | EF4（1.5L V6t）        |                                                              |
| 1984  | 0      | リジェ     | EF4（1.5L V6t）        |                                                              |
| 1985  | 3      | ルノー     | EF4B, EF15（1.5L V6t） |                                                              |
| 1985  | 3      | ロータス   | EF4（1.5L V6t）        | アイルトン・セナ（2勝）、エリオ・デ・アンジェリス（1勝）     |
| 1985  | 3      | リジェ     | EF4B（1.5L V6t）       |                                                              |
| 1985  | 3      | ティレル   | EF4B（1.5L V6t）       |                                                              |
| 1986  | 2      | ロータス   | EF15B（1.5L V6t）      | アイルトン・セナ（2勝）                                      |
| 1986  | 2      | リジェ     | EF15（1.5L V6t）       |                                                              |
| 1986  | 2      | ティレル   | EF15（1.5L V6t）       |                                                              |
| 出典: |        |            |                        |                                                              |

### 1989年 - 1997年 (ルノー・スポール)
9年間で75勝（ウィリアムズ63勝、ベネトン12勝）
| 年    | 勝利数 | 供給チーム   | エンジン型式          | 優勝したドライバー                                                     |
| ----- | ------ | ------------ | --------------------- | ---------------------------------------------------------------------- |
| 1989  | 2      | ウィリアムズ | RS1（3.5L V10）       | ティエリー・ブーツェン（2勝）                                          |
| 1990  | 2      | ウィリアムズ | RS2（3.5L V10）       | リカルド・パトレーゼ（1勝）、ティエリー・ブーツェン（1勝）             |
| 1991  | 7      | ウィリアムズ | RS3（3.5L V10）       | ナイジェル・マンセル（5勝）、リカルド・パトレーゼ（2勝）               |
| 1992  | 10     | ウィリアムズ | RS3C, RS4（3.5L V10） | ナイジェル・マンセル（9勝）、リカルド・パトレーゼ（1勝）               |
| 1992  | 10     | リジェ       | RS3C（3.5L V10）      |                                                                        |
| 1993  | 10     | ウィリアムズ | RS5（3.5L V10）       | アラン・プロスト（7勝）、デイモン・ヒル（2勝）                         |
| 1993  | 10     | リジェ       | RS5（3.5L V10）       |                                                                        |
| 1994  | 7      | ウィリアムズ | RS6（3.5L V10）       | デイモン・ヒル（6勝）、ナイジェル・マンセル（1勝）                     |
| 1994  | 7      | リジェ       | RS6（3.5L V10）       |                                                                        |
| 1995  | 16     | ベネトン     | RS7（3.0L V10）       | ミハエル・シューマッハ（9勝）、ジョニー・ハーバート（2勝）             |
| 1995  | 16     | ウィリアムズ | RS7（3.0L V10）       | デイモン・ヒル（4勝）、デビッド・クルサード（1勝）                     |
| 1996  | 12     | ウィリアムズ | RS8（3.0L V10）       | デイモン・ヒル（8勝）、ジャック・ヴィルヌーヴ（4勝）                   |
| 1996  | 12     | ベネトン     | RS8（3.0L V10）       |                                                                        |
| 1997  | 9      | ウィリアムズ | RS9, RS9B（3.0L V10） | ジャック・ヴィルヌーヴ（7勝）、ハインツ＝ハラルド・フレンツェン（1勝） |
| 1997  | 9      | ベネトン     | RS9, RS9B（3.0L V10） | ゲルハルト・ベルガー（1勝）                                            |
| 出典: |        |              |                       |                                                                        |

### 2001年 - 2010年 (ルノーF1)
10年間で35勝（ルノー20勝、レッドブル15勝）
| 年    | 勝利数 | 供給チーム | エンジン型式         | 優勝したドライバー                                             |
| ----- | ------ | ---------- | -------------------- | -------------------------------------------------------------- |
| 2001  | 0      | ベネトン   | RS21（3.0L V10）     |                                                                |
| 2002  | 0      | ルノー     | RS22（3.0L V10）     |                                                                |
| 2003  | 1      | ルノー     | RS23（3.0L V10）     | フェルナンド・アロンソ（1勝）                                  |
| 2004  | 1      | ルノー     | RS24（3.0L V10）     | ヤルノ・トゥルーリ（1勝）                                      |
| 2005  | 8      | ルノー     | RS25（3.0L V10）     | フェルナンド・アロンソ（7勝）、ジャンカルロ・フィジケラ（1勝） |
| 2006  | 8      | ルノー     | RS26（2.4L V8）      | フェルナンド・アロンソ（7勝）、ジャンカルロ・フィジケラ（1勝） |
| 2007  | 0      | ルノー     | RS27（2.4L V8）      |                                                                |
| 2007  | 0      | レッドブル | RS27（2.4L V8）      |                                                                |
| 2008  | 2      | ルノー     | RS27（2.4L V8）      | フェルナンド・アロンソ（2勝）                                  |
| 2008  | 2      | レッドブル | RS27（2.4L V8）      |                                                                |
| 2009  | 6      | レッドブル | RS27（2.4L V8）      | セバスチャン・ベッテル（4勝）、マーク・ウェバー（2勝）         |
| 2009  | 6      | ルノー     | RS27（2.4L V8）      |                                                                |
| 2010  | 9      | レッドブル | RS27-2010（2.4L V8） | セバスチャン・ベッテル（5勝）、マーク・ウェバー（4勝）         |
| 2010  | 9      | ルノー     | RS27-2010（2.4L V8） |                                                                |
| 出典: |        |            |                      |                                                                |

### 2011年 - 2020年 (ルノー・スポールF1)
10年間で38勝（レッドブル35勝、ロータス2勝、ウィリアムズ1勝）
| 年    | 勝利数 | 供給チーム   | エンジン型式                 | 優勝したドライバー                                      |
| ----- | ------ | ------------ | ---------------------------- | ------------------------------------------------------- |
| 2011  | 12     | レッドブル   | RS27-2011（2.4L V8）         | セバスチャン・ベッテル（11勝）、マーク・ウェバー（1勝） |
| 2011  | 12     | ルノー       | RS27-2011（2.4L V8）         |                                                         |
| 2011  | 12     | ロータス     | RS27-2011（2.4L V8）         |                                                         |
| 2012  | 9      | レッドブル   | RS27-2012（2.4L V8）         | セバスチャン・ベッテル（5勝）、マーク・ウェバー（2勝）  |
| 2012  | 9      | ロータス     | RS27-2012（2.4L V8）         | キミ・ライコネン（1勝）                                 |
| 2012  | 9      | ウィリアムズ | RS27-2012（2.4L V8）         | パストール・マルドナド（1勝）                           |
| 2012  | 9      | ケータハム   | RS27-2012（2.4L V8）         |                                                         |
| 2013  | 14     | レッドブル   | RS27-2013（2.4L V8）         | セバスチャン・ベッテル（13勝）                          |
| 2013  | 14     | ロータス     | RS27-2013（2.4L V8）         | キミ・ライコネン（1勝）                                 |
| 2013  | 14     | ウィリアムズ | RS27-2013（2.4L V8）         |                                                         |
| 2013  | 14     | ケータハム   | RS27-2013（2.4L V8）         |                                                         |
| 2014  | 3      | レッドブル   | Energy F1 2014（1.6L V6t h） | ダニエル・リカルド（3勝）                               |
| 2014  | 3      | ロータス     | Energy F1 2014（1.6L V6t h） |                                                         |
| 2014  | 3      | トロ・ロッソ | Energy F1 2014（1.6L V6t h） |                                                         |
| 2014  | 3      | ケータハム   | Energy F1 2014（1.6L V6t h） |                                                         |
| 2015  | 0      | レッドブル   | Energy F1 2015（1.6L V6t h） |                                                         |
| 2015  | 0      | トロ・ロッソ | Energy F1 2015（1.6L V6t h） |                                                         |
| 2016  | 0      | ルノー       | R.E.16（1.6L V6t h）         |                                                         |
| 2017  | 0      | ルノー       | R.E.17（1.6L V6t h）         |                                                         |
| 2018  | 0      | ルノー       | R.E.18（1.6L V6t h）         |                                                         |
| 2018  | 0      | マクラーレン | R.E.18（1.6L V6t h）         |                                                         |
| 2019  | 0      | ルノー       | E-Tech 19（1.6L V6t h）      |                                                         |
| 2019  | 0      | マクラーレン | E-Tech 19（1.6L V6t h）      |                                                         |
| 2020  | 0      | ルノー       | E-Tech 20（1.6L V6t h）      |                                                         |
| 2020  | 0      | マクラーレン | E-Tech 20（1.6L V6t h）      |                                                         |
| 出典: |        |              |                              |                                                         |

#### 他社名義のチームについて
レッドブルはルノーとの関係悪化により、2016年から2018年まで「タグ・ホイヤー」のバッジネームを付けて9勝を挙げた。レッドブルの姉妹チームであるトロ・ロッソも2017年にルノーからPUの供給を受けたが、PUは自社名義とした。
| 年    | 勝利数 | 供給チーム   | エンジン型式                        | 優勝したドライバー                                           |
| ----- | ------ | ------------ | ----------------------------------- | ------------------------------------------------------------ |
| 2016  | 2      | レッドブル   | タグ・ホイヤー R.E.16（1.6L V6t h） | ダニエル・リカルド（1勝）、マックス・フェルスタッペン（1勝） |
| 2017  | 3      | レッドブル   | タグ・ホイヤー R.E.17（1.6L V6t h） | ダニエル・リカルド（1勝）、マックス・フェルスタッペン（2勝） |
| 2017  | 0      | トロ・ロッソ | トロ・ロッソ R.E.17（1.6L V6t h）   |                                                              |
| 2018  | 4      | レッドブル   | タグ・ホイヤー R.E.18（1.6L V6t h） | ダニエル・リカルド（2勝）、マックス・フェルスタッペン（2勝） |
| 出典: |        |              |                                     |                                                              |

### 2021年 - 2025年 (アルピーヌF1)
2024年終了時点の4年間で1勝（アルピーヌ1勝）
| 年    | 勝利数 | 供給チーム | エンジン型式              | 優勝したドライバー        |
| ----- | ------ | ---------- | ------------------------- | ------------------------- |
| 2021  | 1      | アルピーヌ | E-Tech 21（1.6L V6t h）   | エステバン・オコン（1勝） |
| 2022  | 0      | アルピーヌ | E-Tech RE22（1.6L V6t h） |                           |
| 2023  | 0      | アルピーヌ | E-Tech RE23（1.6L V6t h） |                           |
| 2024  | 0      | アルピーヌ | E-Tech RE24（1.6L V6t h） |                           |
| 出典: |        |            |                           |                           |

## ルノーエンジンでドライバーズ・チャンピオンを獲得したドライバー

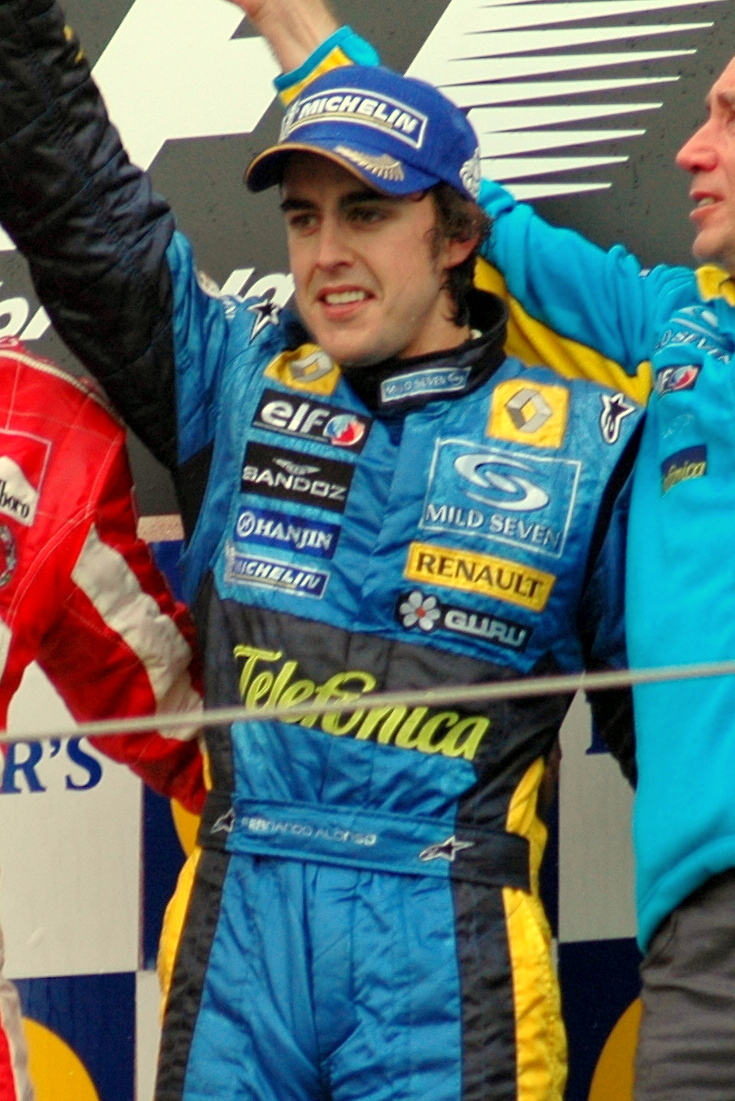
ワークス体制でタイトルを獲得した唯一のドライバー、フェルナンド・アロンソ

1989年～1997年 (ルノー・スポール)
- ナイジェル・マンセル（1992年、ウィリアムズ）
- アラン・プロスト（1993年、ウィリアムズ）
- ミハエル・シューマッハ（1995年、ベネトン）
- デイモン・ヒル（1996年、ウィリアムズ）
- ジャック・ヴィルヌーヴ（1997年、ウィリアムズ）

2001年～2010年 (ルノーF1)
- フェルナンド・アロンソ（2005 - 2006年、ルノー）
- セバスチャン・ベッテル（2010 - 2011年、レッドブル）

2011年～2020年 (ルノー・スポールF1)
- セバスチャン・ベッテル（2012 - 2013年、レッドブル）

## ギャラリー
- ワークス #1（1977年～1985年）

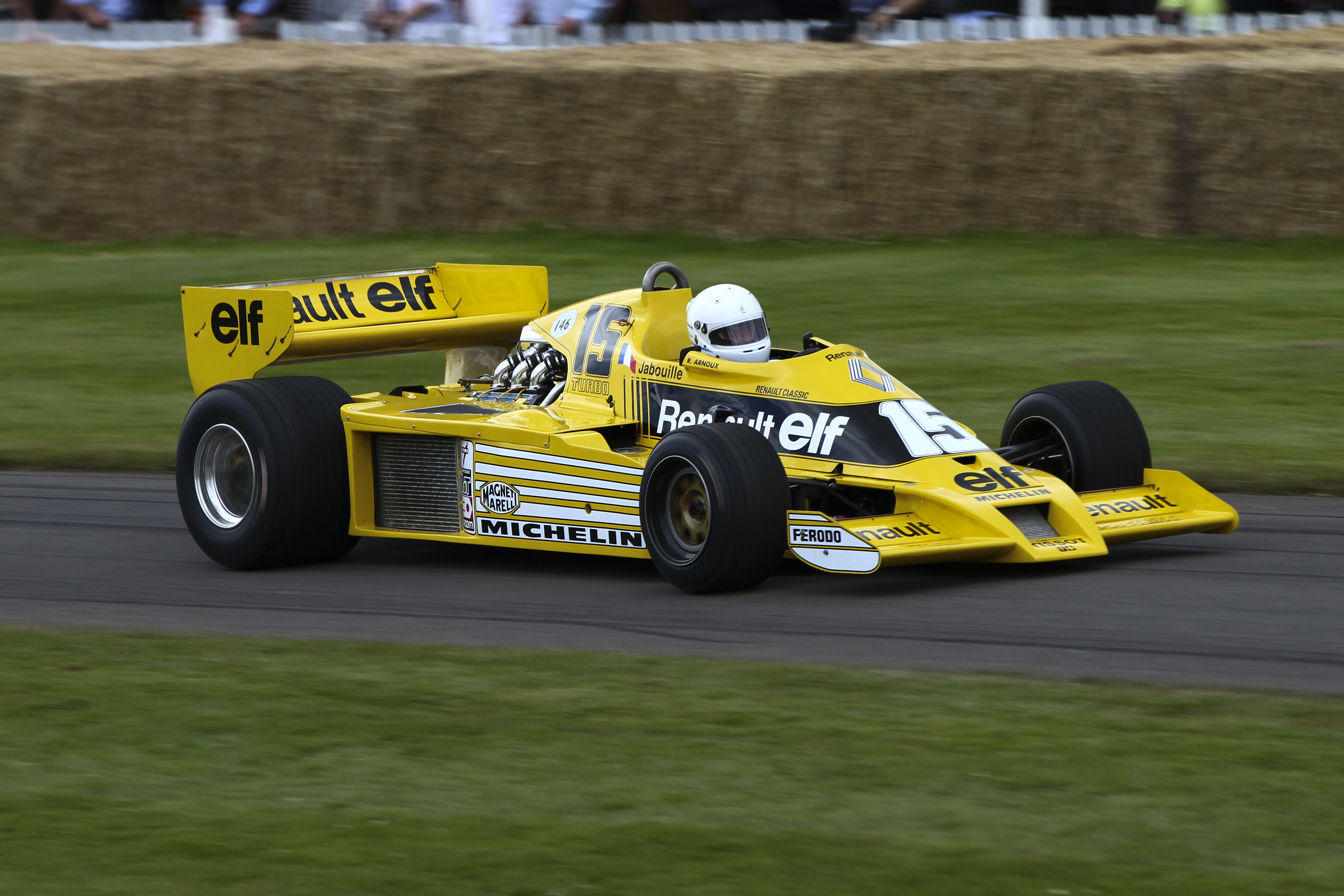
RS01 エキープ
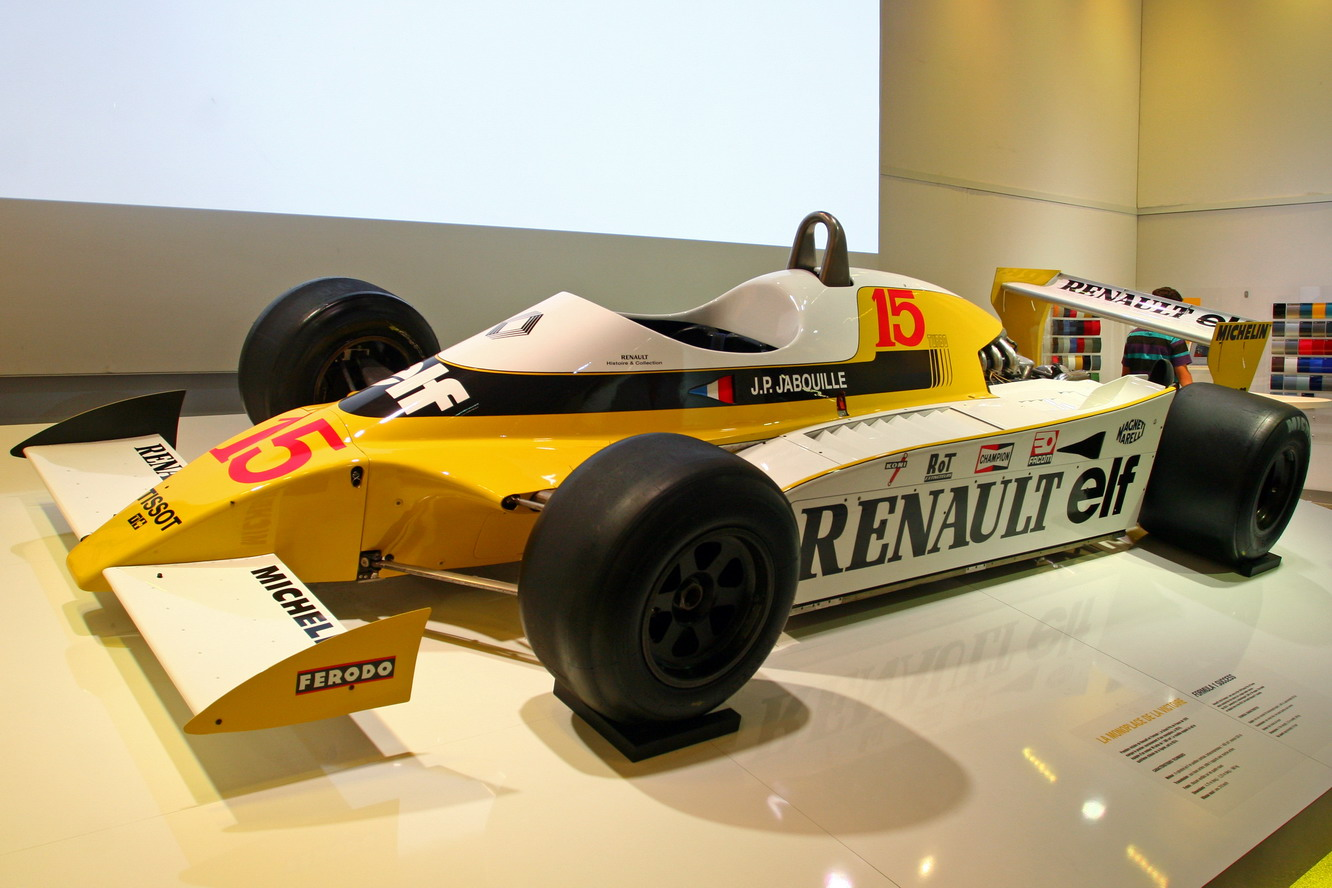
RS10 エキープ
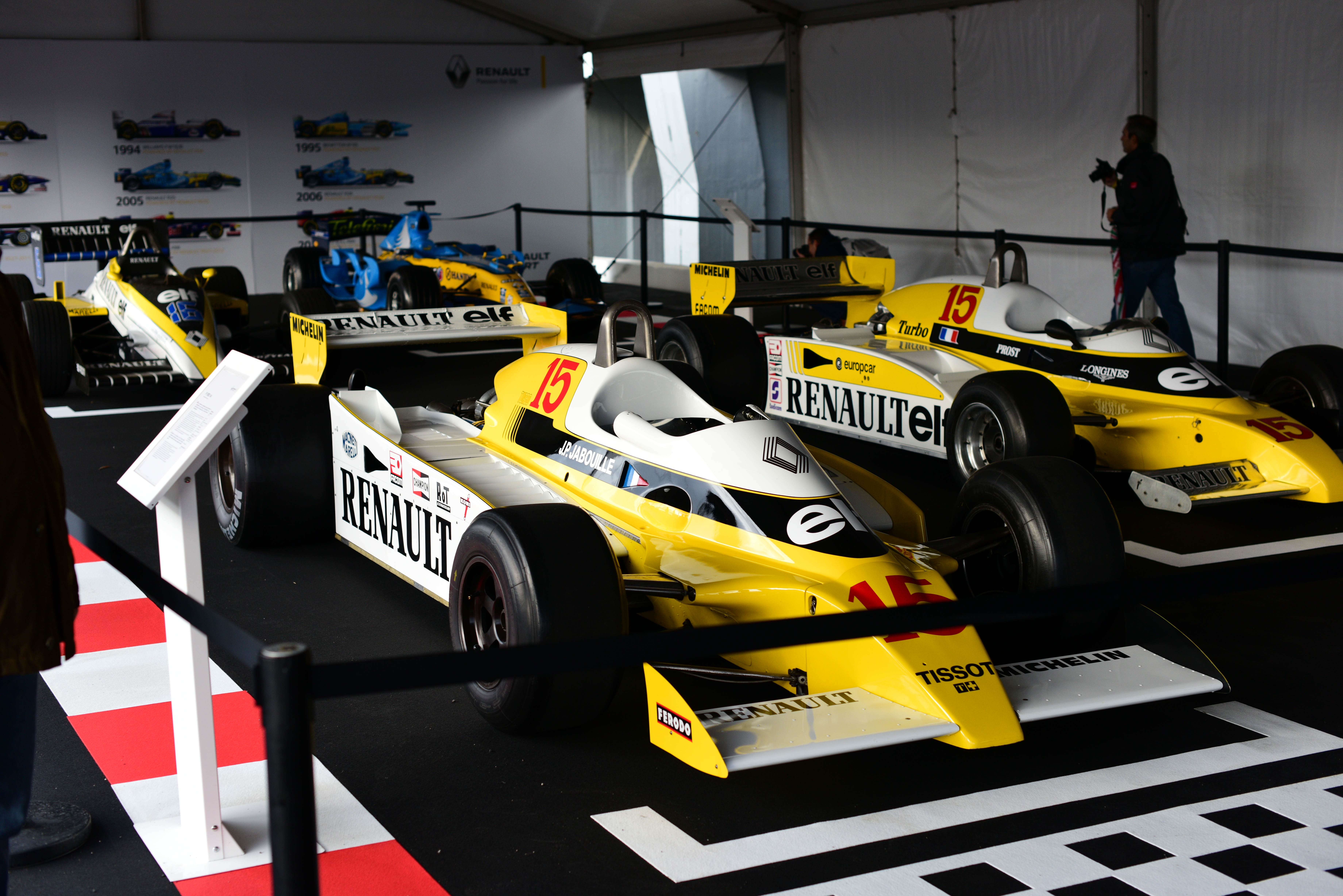
RE20 エキープ
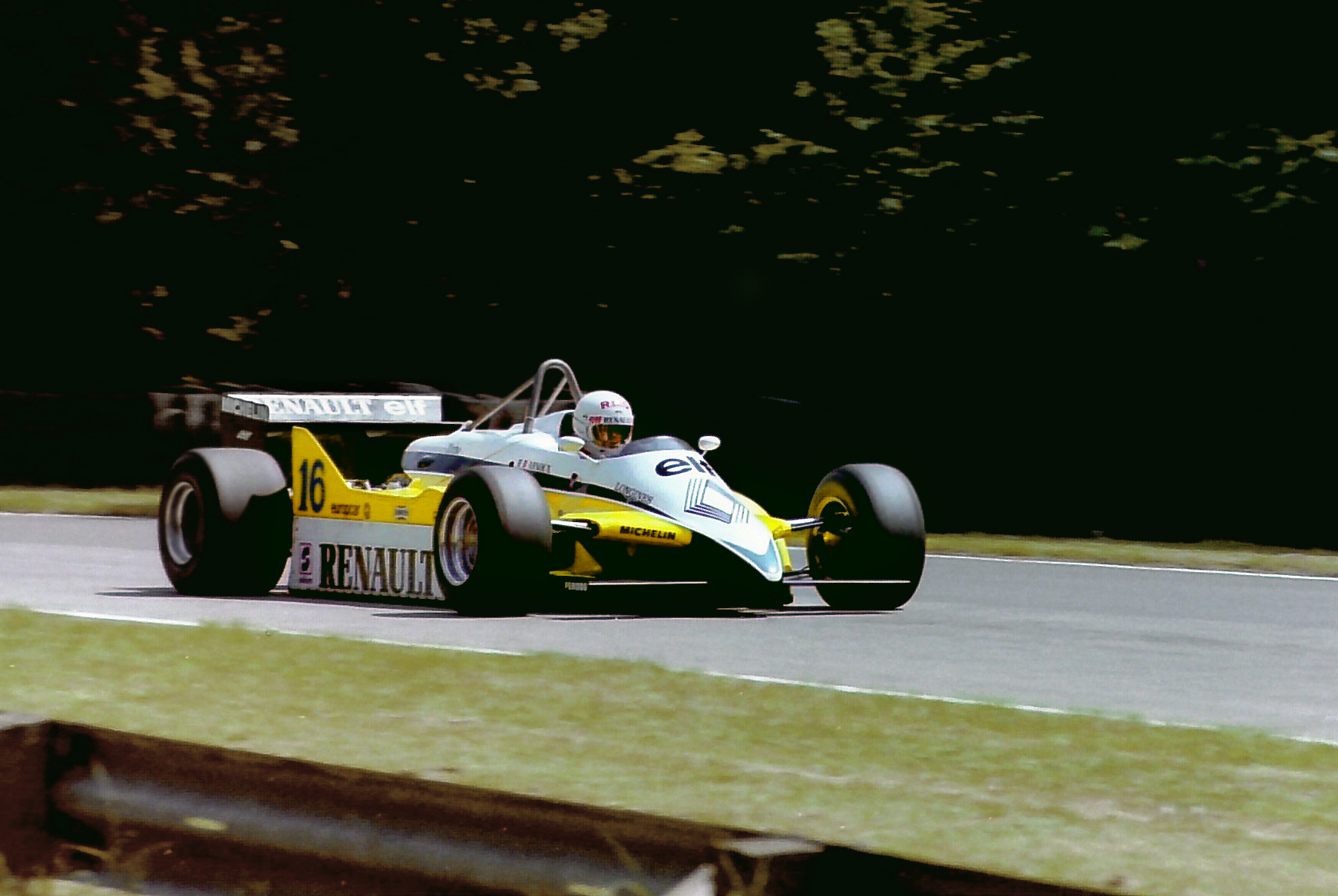
RE30 エキープ
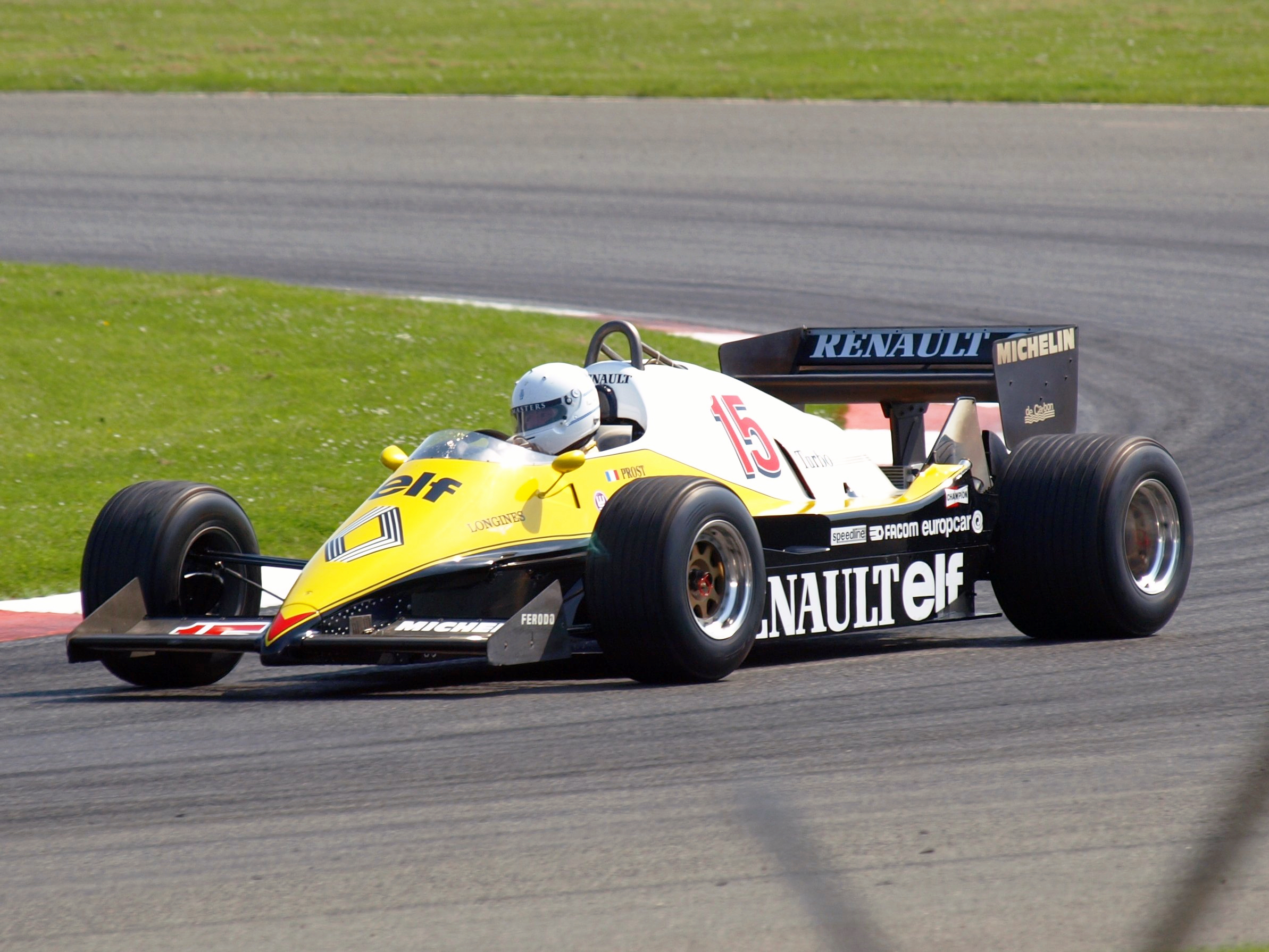
RE40 エキープ
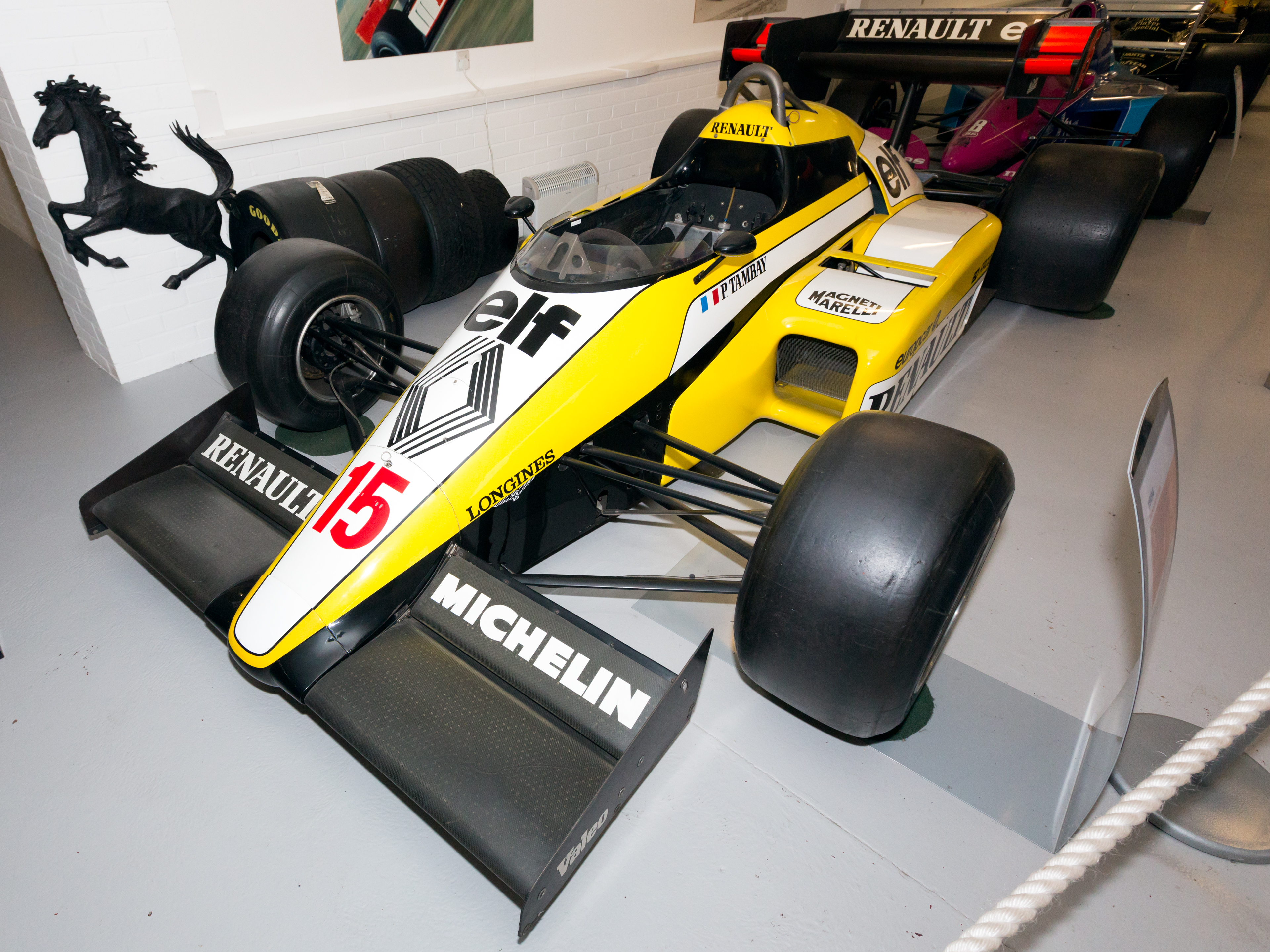
RE50 エキープ
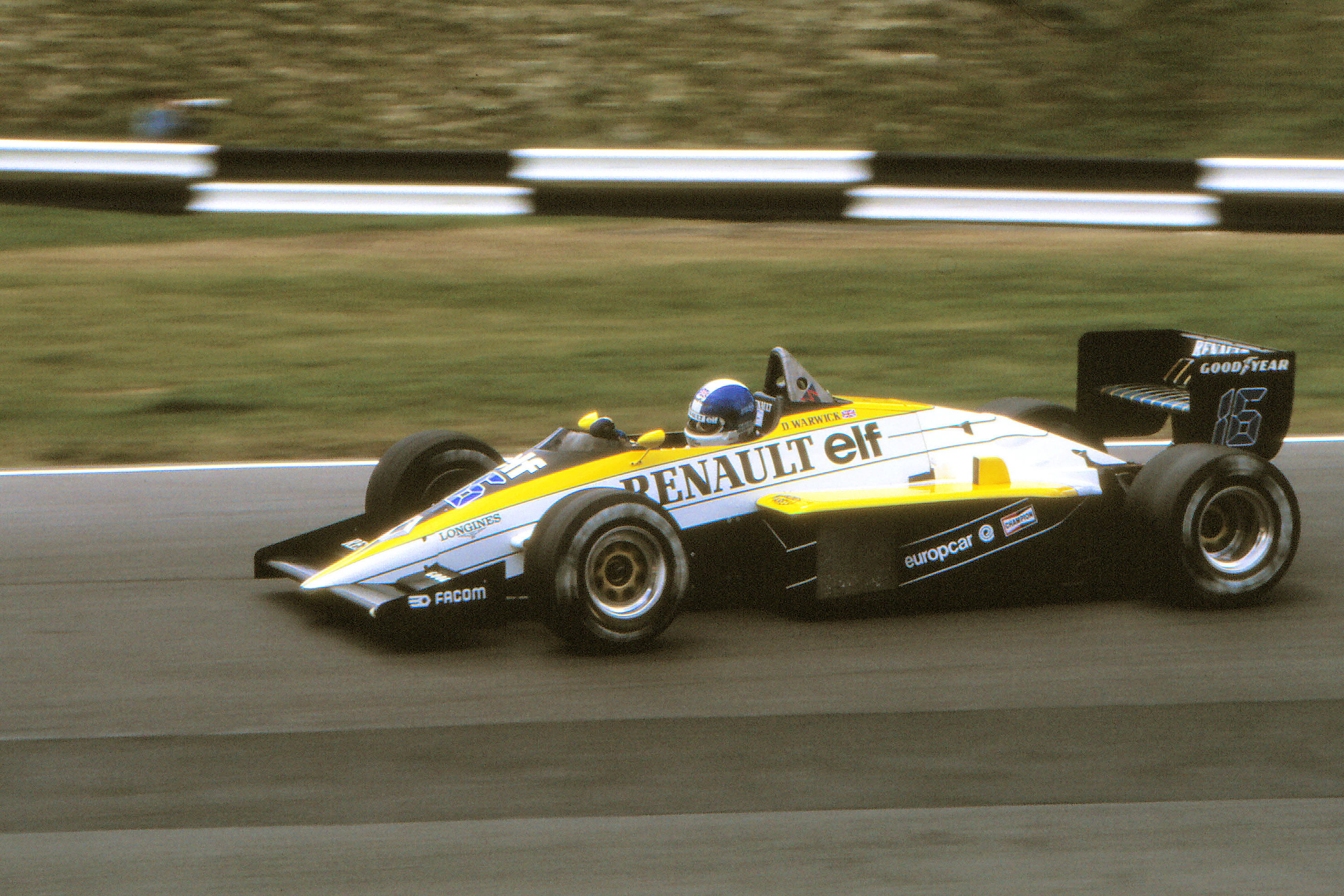
RE60 エキープ

- ワークス #2（2002年 - 2011年）

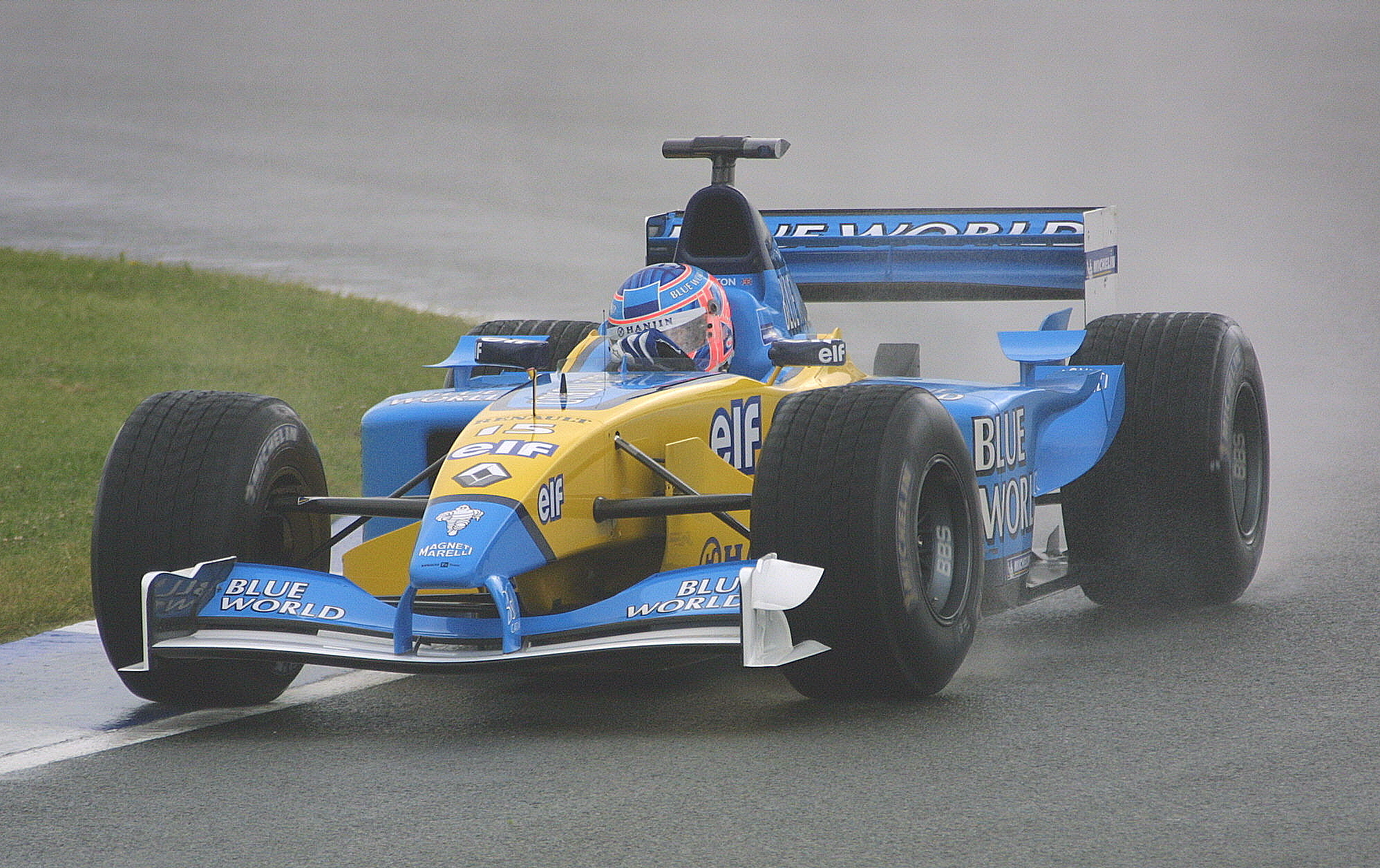
R202 マイルドセブン
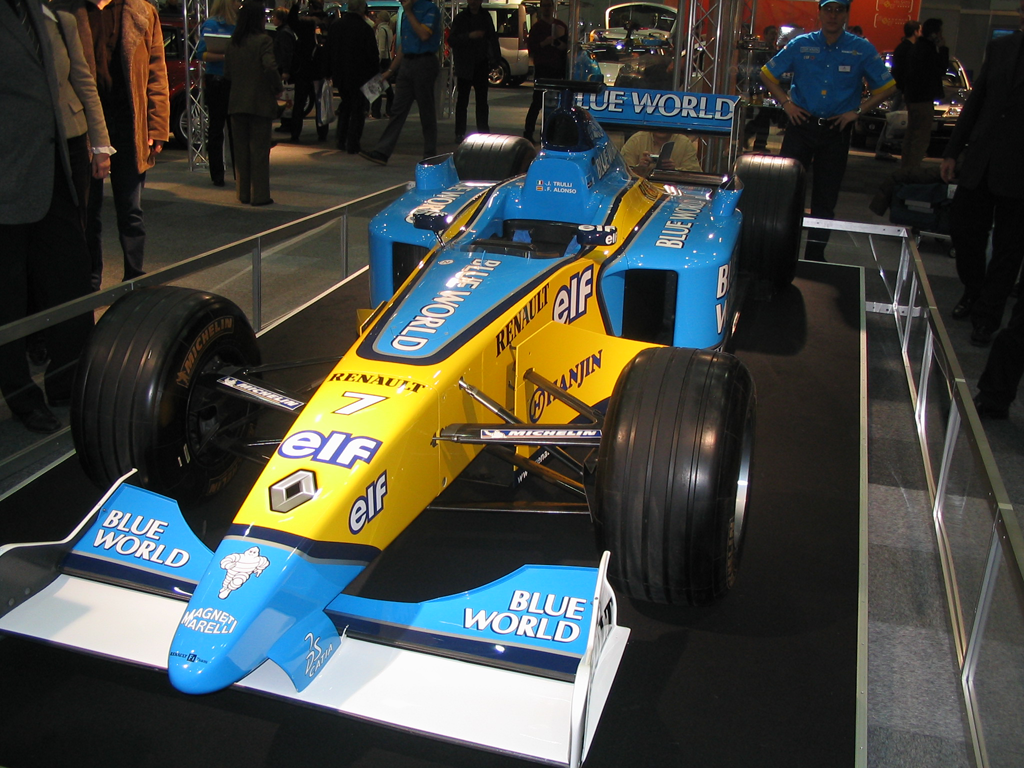
R23 マイルドセブン
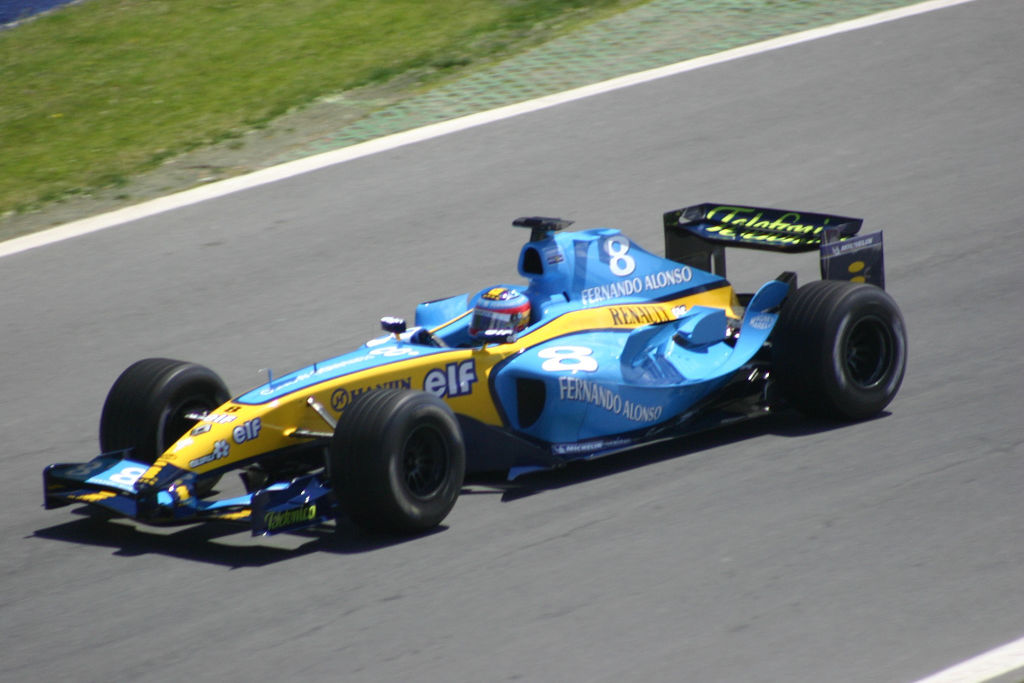
R24 マイルドセブン
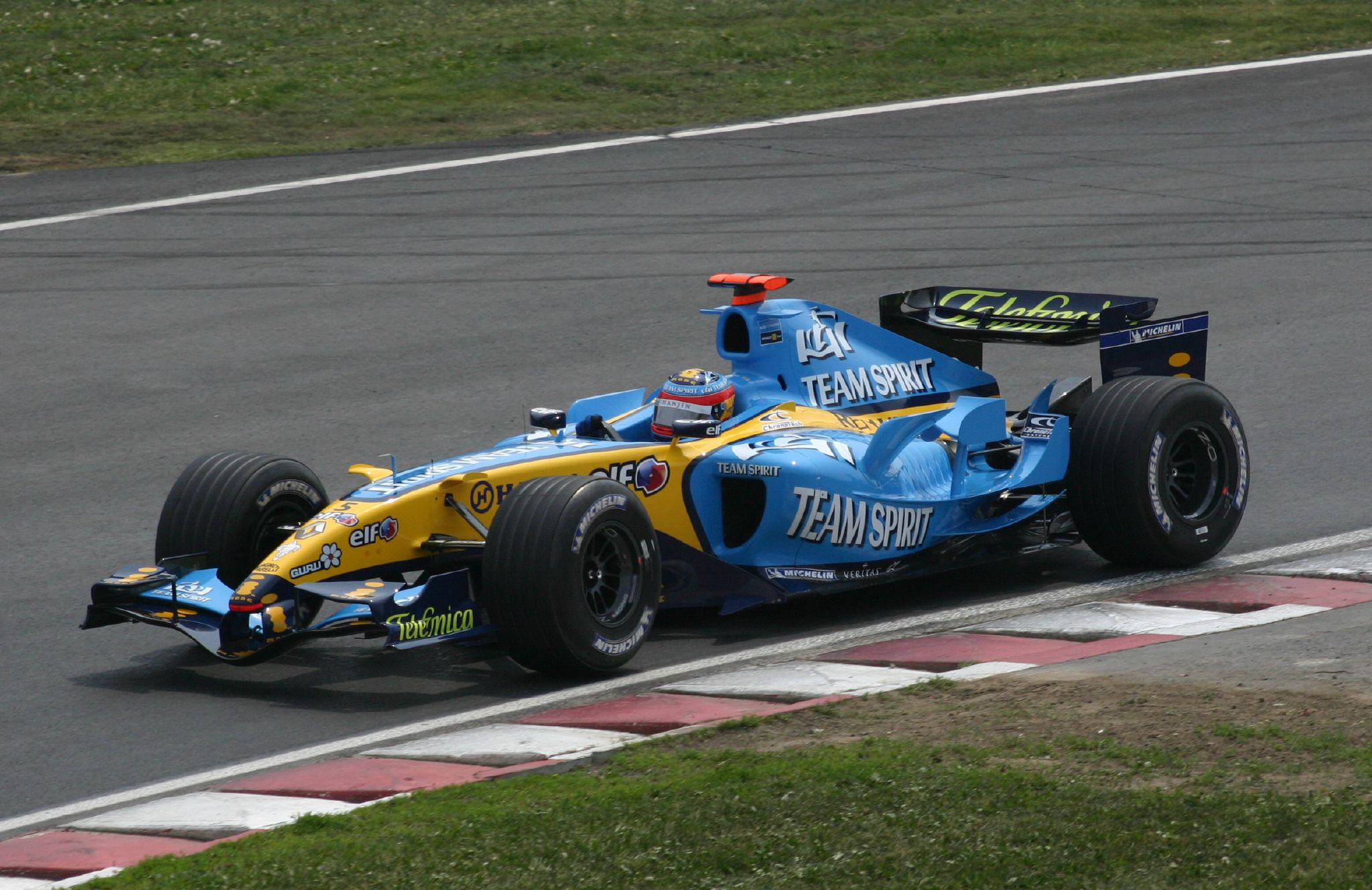
R25 マイルドセブン
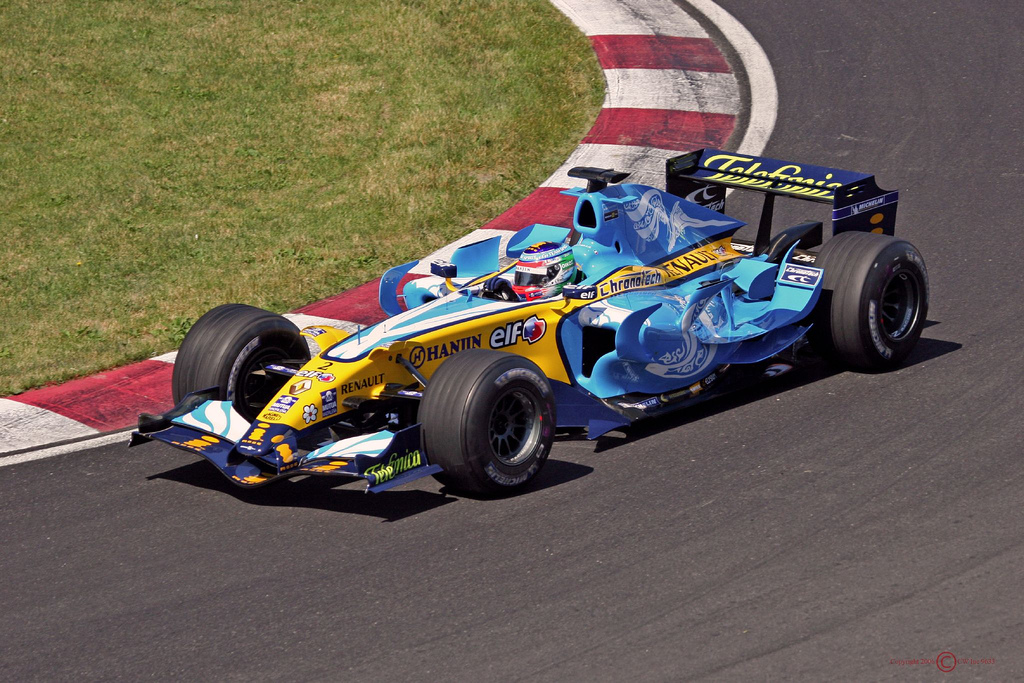
R26 マイルドセブン
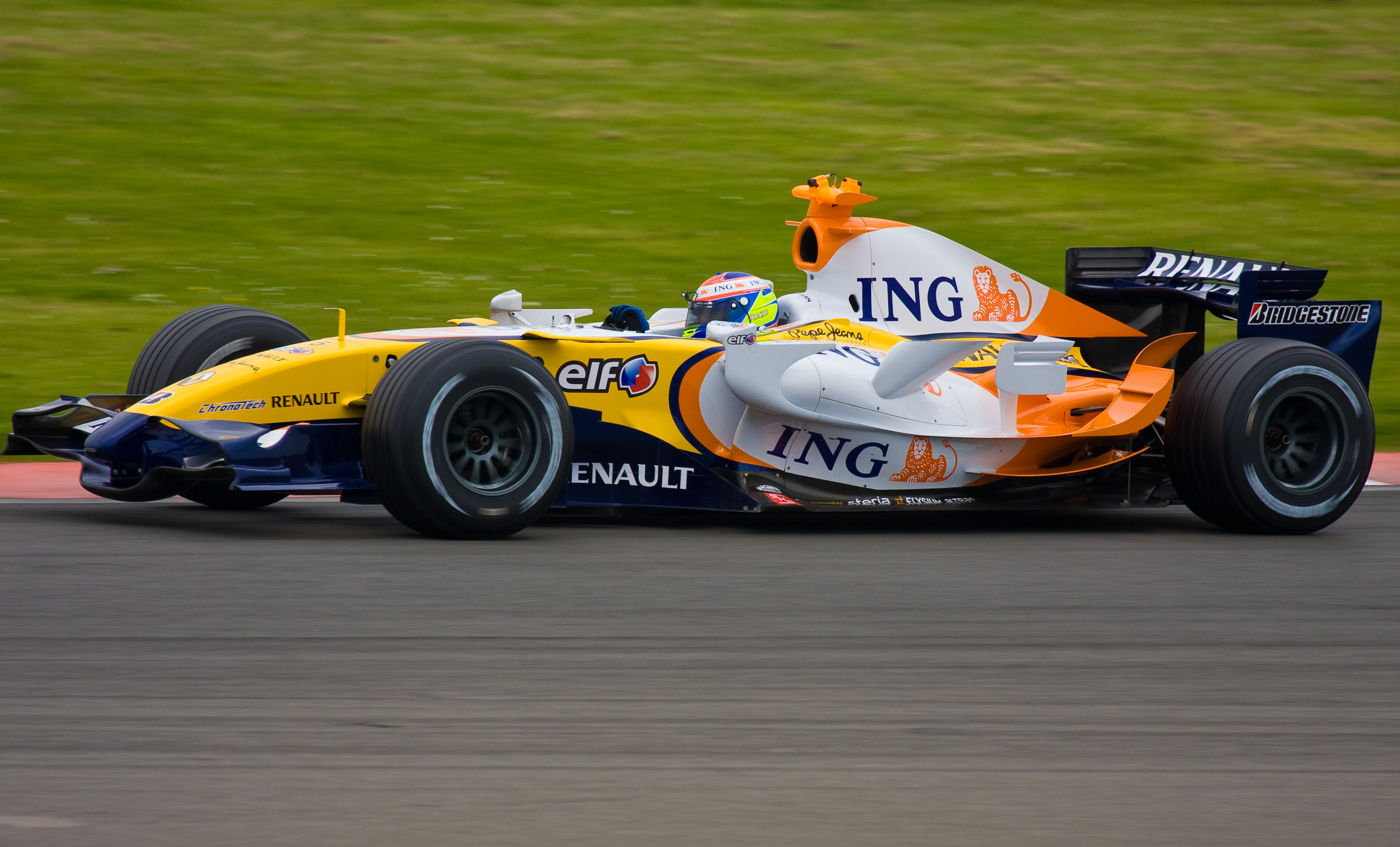
R27 ING
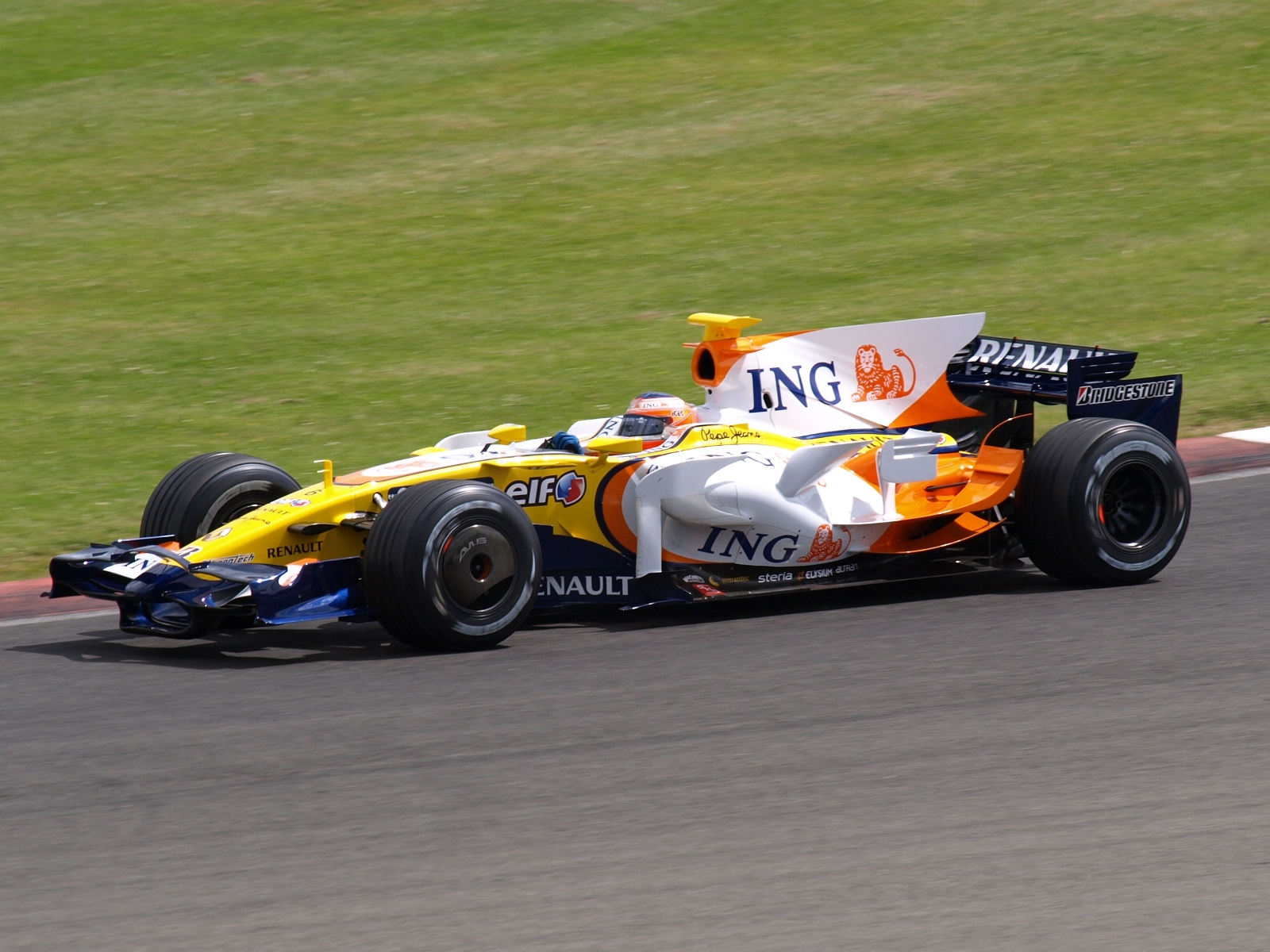
R28 ING
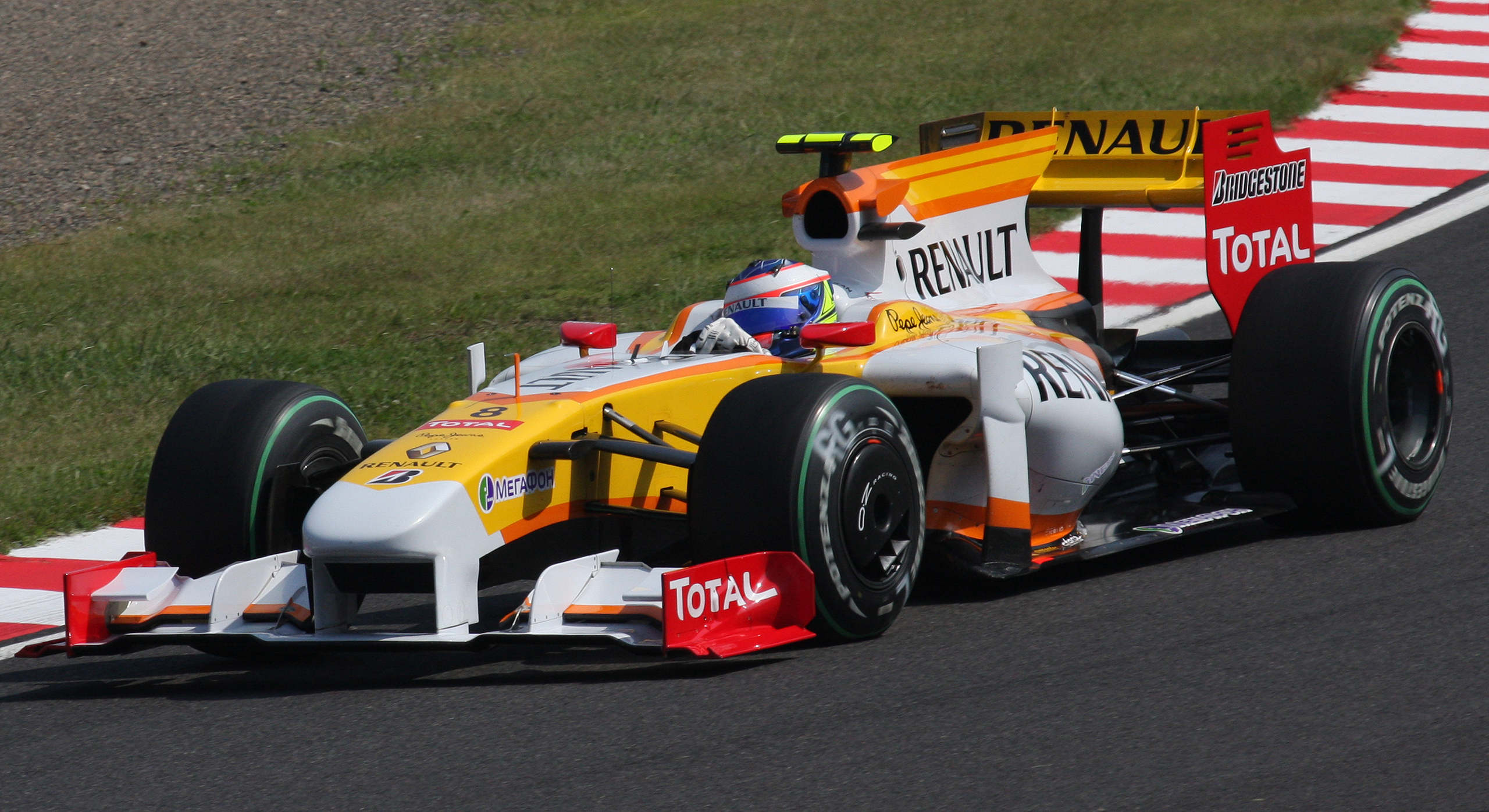
R29 ING
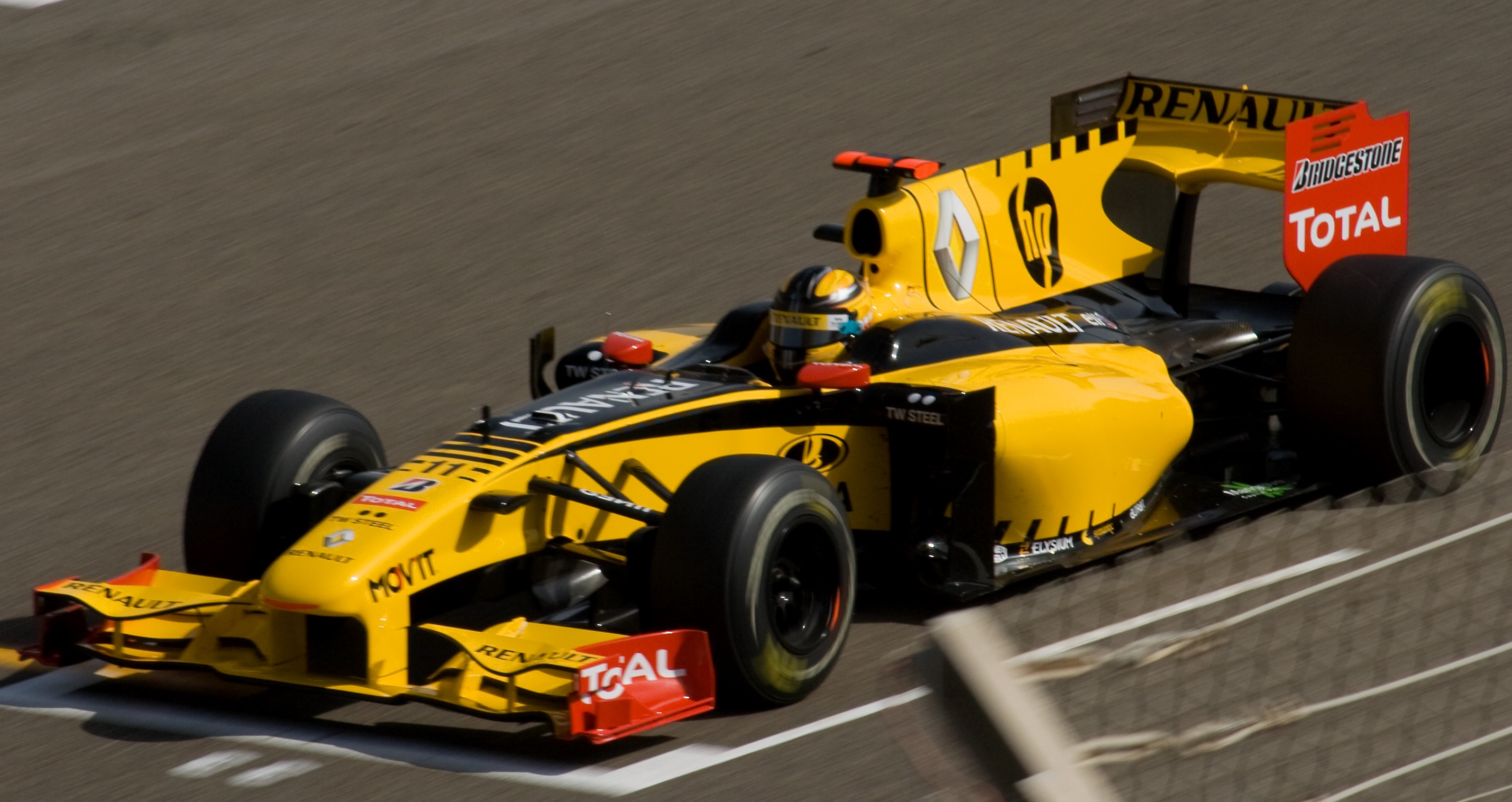
R30 ルノー
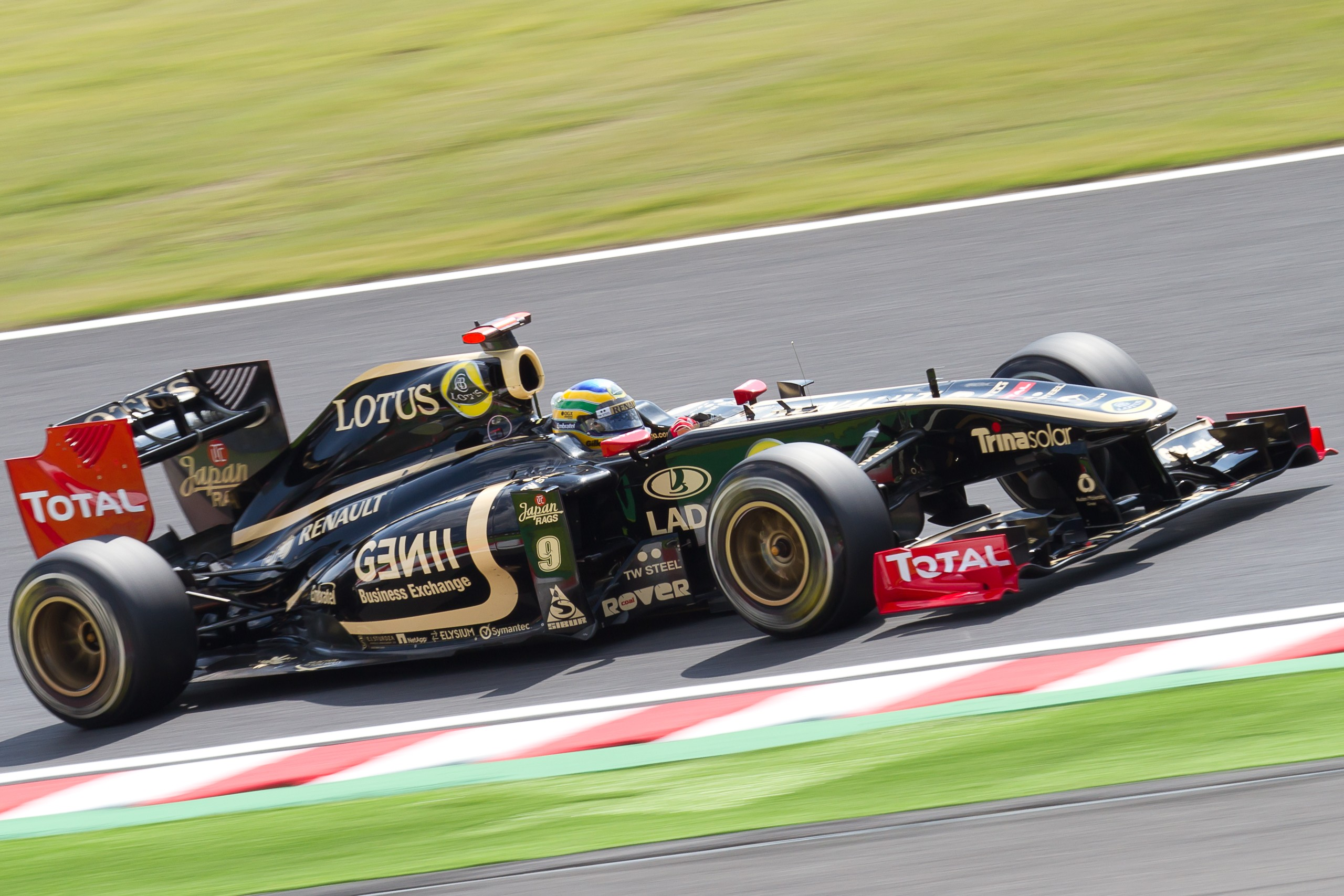
R31 ロータス

- ワークス #3（2016年 - 2020年）

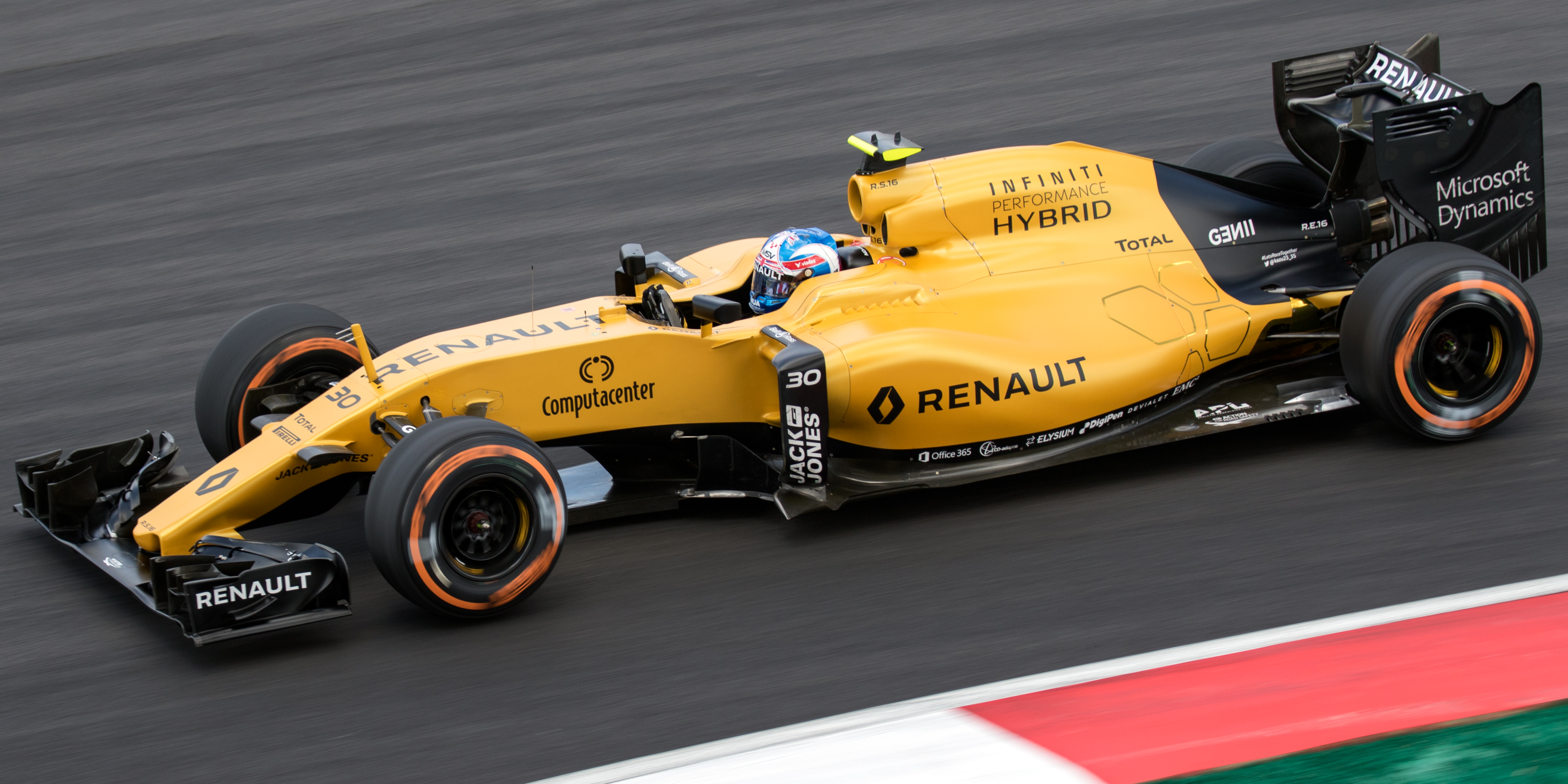
R.S.16 ルノー・スポール
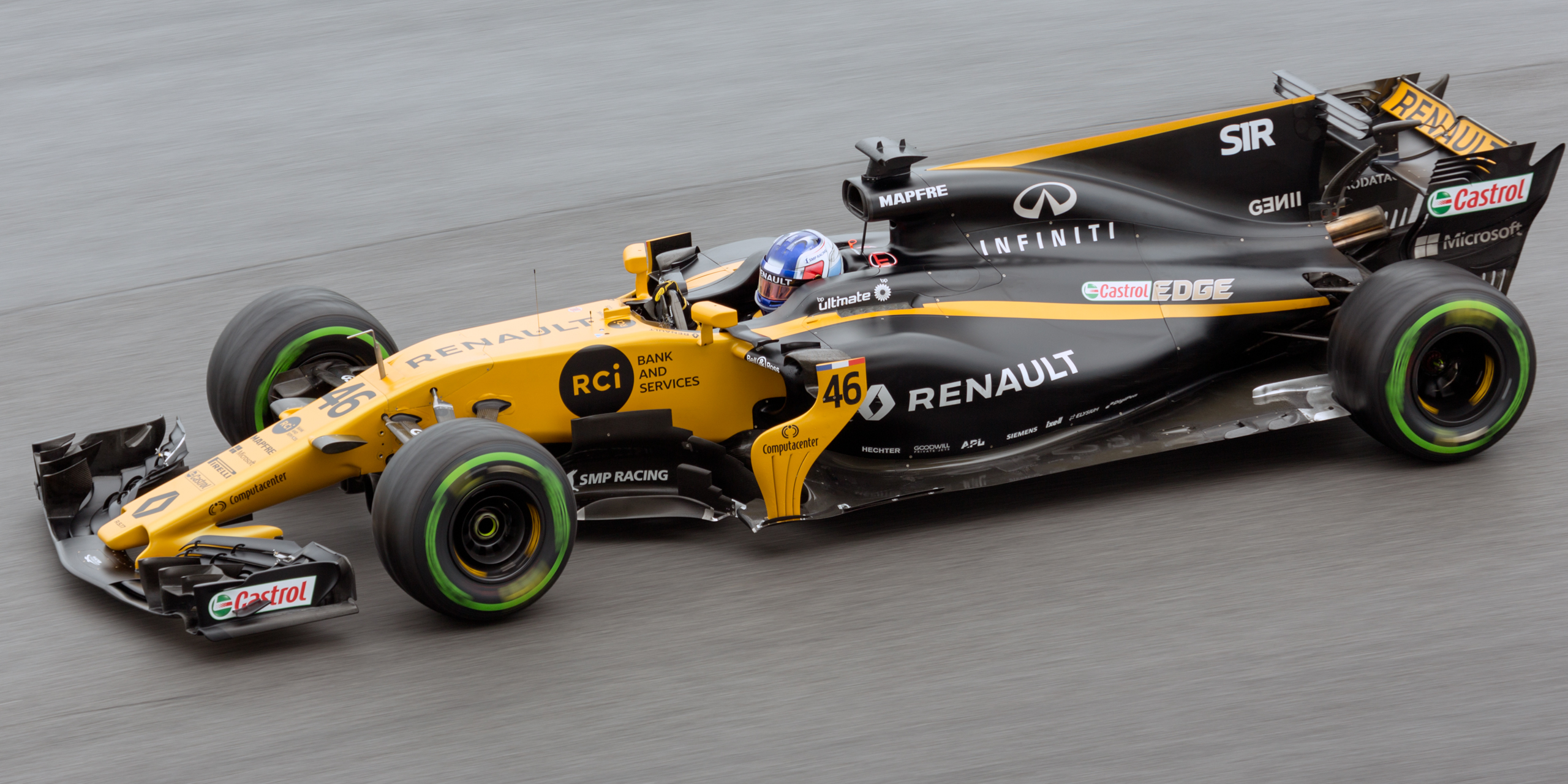
R.S.17 ルノー・スポール
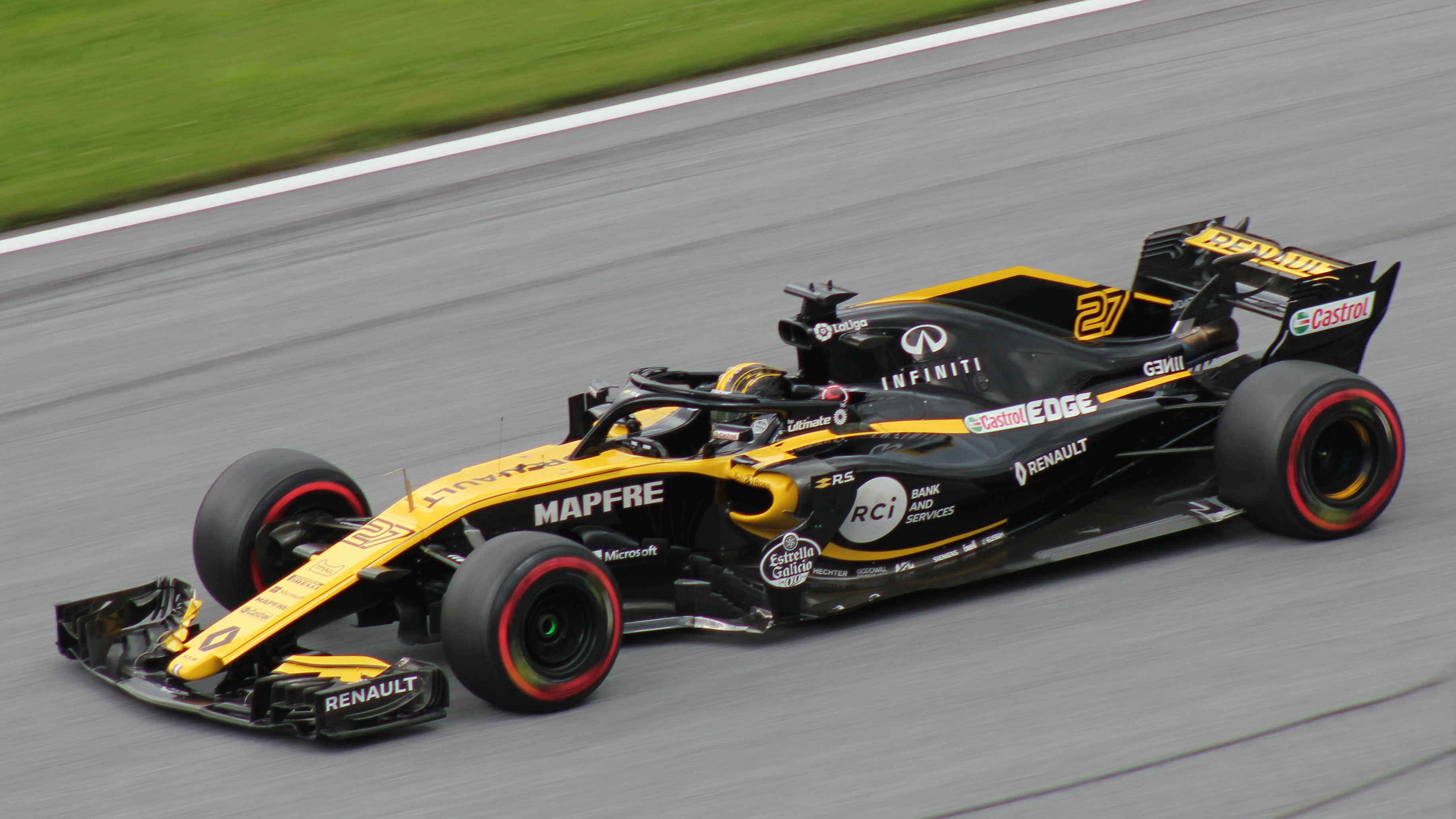
R.S.18 ルノー・スポール
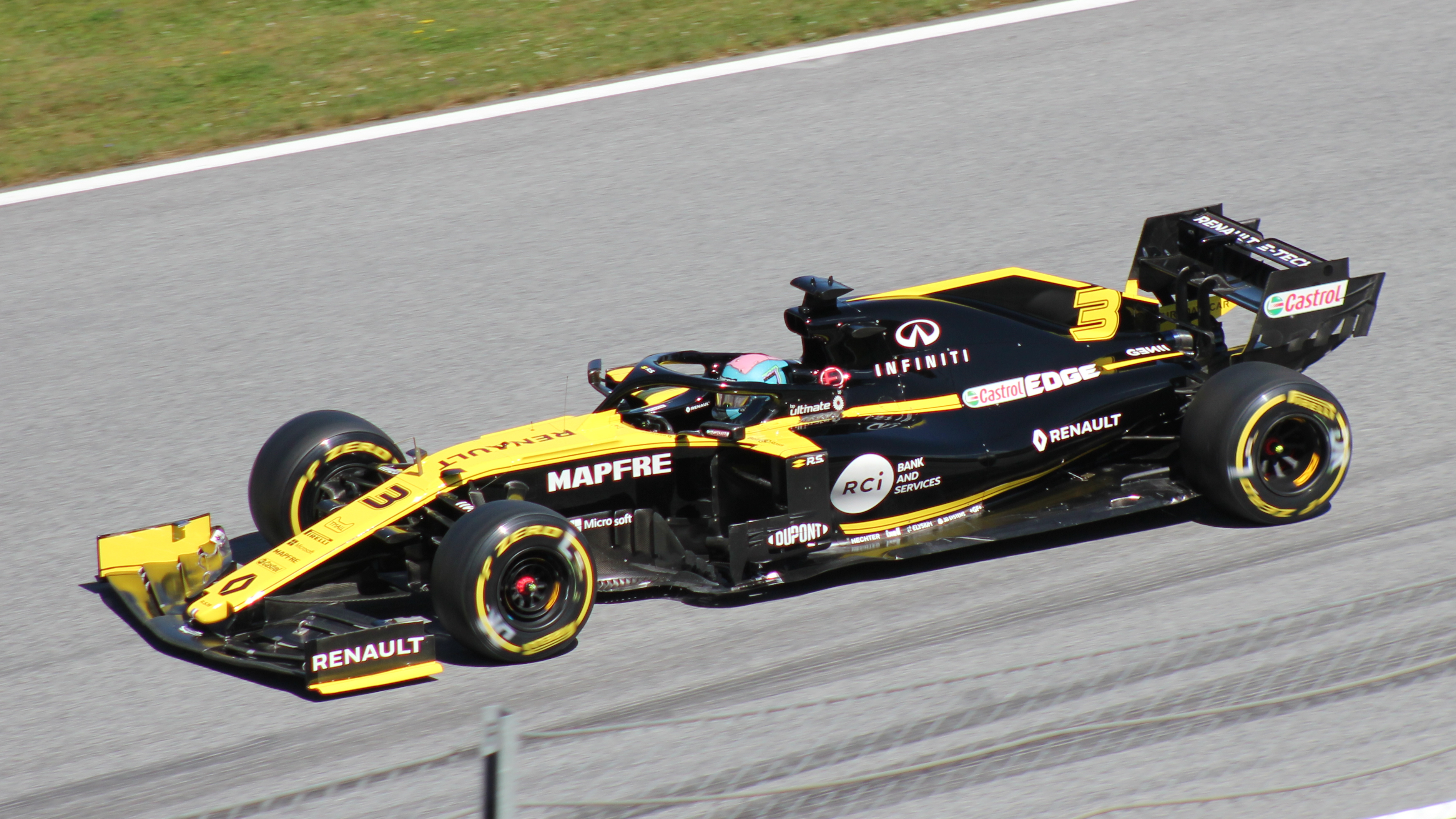
R.S.19 ルノー・スポール
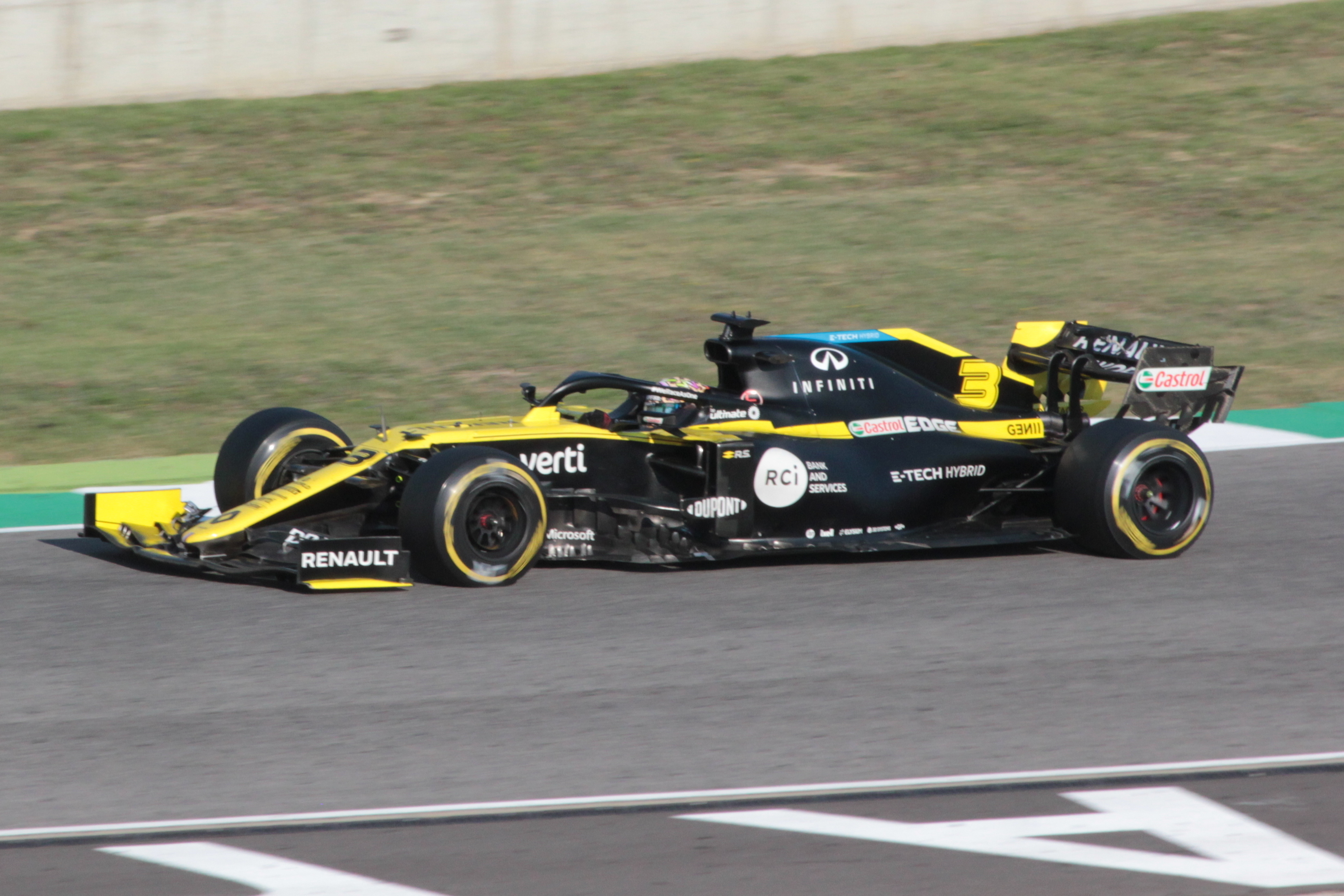
R.S.20 ルノー・スポール